# Siófok
Siófok (németül: Fock, a középkorban: Fuk, később: Fok) kikötő- és üdülőváros Somogy vármegye északkeleti részén. A Siófoki járás székhelye, a Balaton-partjának legnépesebb és legnagyobb területű, illetve Somogy vármegye legnagyobb területű és második legnépesebb települése. Területe 12466 km², a Balaton-medence, a Mezőföld és a Külső-Somogy kistájak hármashatárán fekszik. A Balaton és a Duna közötti áruk legfontosabb logisztikai állomása. Emellett egyetemváros, 2024-től itt működik a Debreceni Egyetem egyetlen dunántúli kampusza. Egészen az 1950-es megyerendezésig a város jelenlegi területe két vármegyén osztozott. A Siótól nyugatra elterülő rész Somogyhoz, míg a keletre fekvő területek Veszprém vármegyéhez tartoztak, csak ezután került teljes területe somogyi fennhatóság alá. Magyarországon a kereskedelmi szálláshelyek 2019-es összesített vendégéjszaka-száma alapján a hatodik legnépszerűbb üdülőtelepülés. Emellett a Numbeo 2025-ös felmérései szerint, Hévíz után hazánk második legbiztonságosabb városa lett. A közeli Ságvár település révén a Balaton környékének egyik legrégebben lakott területén fekszik.
A település nevezetes emblematikus épületeiről, remek strandjairól és éjszakai életéről. 17 kilométer hosszú partjának, szállodáinak, valamint számos bárjának, éttermének és éjszakai klubjának köszönhetően belföldi úti célok szempontjából a város a második legnépszerűbb Magyarországon (közvetlenül Budapest után). A turizmusának köszönhetően Magyarország egyik leggazdagabb települése.
A honfoglalás utáni települést a Tihanyi Apátság 1055-ös alapítólevele a következőképpen említi: „Rivulus namque, qui dicitur Fuk fluens”, vagyis ”a Balatonból fakad egy kis patak, más néven Fuk” (ma a Sió). 1552-ben a törökök bevették Fokot és környékét, majd hadikikötőjévé alakították. A Rákóczi-szabadságharc idején a siófoki várnál ért véget Vak Bottyán János híres Sió-védvonala. 1705-ben II. Rákóczi Ferenc erdélyi fejedelem pecsétet adományozott a falunak a háborúban való részvételért.
1900-ban kezdte meg működését a Balatoni Halászati Részvénytársaság, ugyanebben az évben pedig megépült a település lóversenypályája 1500 fős lelátóval. A település a leglátogatottabb balatoni úszó- és teniszversenyek célpontjává vált. Mozgalmas életvitelével számos magyar író és színész (pl. Karinthy Frigyes, Krúdy Gyula, Latabár Árpád és Kabos Gyula) kedvelt lakóhelyévé vált. 1919 augusztusában rövid ideig Siófok állt az országos politika középpontjában, miután a tanácskormány lemondását követően a román csapatok kivonulására váró Horthy Miklós és a Nemzeti Hadsereg Siófok környékére költözött és itt alakította ki székhelyét. A második világháború végén a település súlyos károkat szenvedett el, ugyanis a frontvonal két hónapra megrekedt a Balatonnál. 1944-ben közel 500 zsidót deportáltak, akik közül csak 72-en tértek vissza.
1947-ben a Sió-csatorna építési munkái keretében elkészült az új zsilip, amely lehetővé tette a Balaton vízszintjének szabályozását. 1950-től a település Somogy megyéhez tartozik, és ugyanebben az évben járási székhely lett, 1968. december 31-én pedig városi rangot kapott. Megépült a város 400 ágyas kórháza, a művelődési központ, majd a városi könyvtár is. 1971-ben Budapest felől az M7-es autópálya elérte a települést, később a leghíresebb vállalati üdülőhellyé vált. 1995-ben Siófokon rendezték meg az első gyorstávíró világbajnokságot.
Siófokot gyakran nevezik Keszthely mellett „a Balaton fővárosának”, mivel a tópart legnagyobb települése, továbbá Somogy vármegye északi részének és a Balaton déli partjának pénzügyi, kulturális, média-, kereskedelmi és turisztikai központja is egyben. A 20. század során a városhoz csatolták Balatonkiliti, Töreki és Balatonújhely településeket.

## Nevének eredete
A város nevének első említése a tihanyi apátság 1055-ben keletkezett alapítóleveléből ismert, mint helységnév, majd az 1528 előtt készült Tabula Hungariae térképén is szerepelt Fok néven. A Siófok szóösszetétel 1795-ben jelent meg először, és azóta használatos. Az előnevet a rajta átfolyt, ma már nem létező Sió-patakról kapta, amelynek helyén épült meg a Sió csatorna.

## Címere

### Heraldikai leírás
Álló csücsköstalpú pajzs kék mezejében cölöpszerűen álló ezüst kopja látható, amelyet a zöld hármas halom középső csúcsába szúrtak. A kopja csúcsa alatt jobbra leng egy ezüst lobogó, alatta pedig egy nyolcküllős arany kerék függ, amelyet a kopjára akasztottak. A zöld hármas halom két szélső csúcsából egy-egy arany babérág nyúlik ki, amelyeket ezüst termések díszítenek, és amelyek koszorúként övezik a kopját és a kereket.

### Magyarázat
A címert II. Rákóczi Ferenc adományozta a településnek 1705-ben, válaszul a foki erődítmény védelmében hősiesen harcoló katonák és lakosok kérésére. A címerben látható zászlós kopja a harcos népességet, míg a kerék a foki hídon szedett vámot szimbolizálja, hiszen „Fok folyó réve” már a XI. században vámszedőhely volt. A pecsét használata a Bach-korszak idején megszakadt, és a település csak 1933-ban kapta vissza régi jelképét, amelyet 1949-ig használt. Siófok városa 1991-ben tért vissza az eredeti címerhez, és ekkor véglegesítette a jelenlegi formáját.

## Földrajz
Siófok a Balaton keleti medencéjének déli partján fekszik, ott, ahol a Sió-csatorna ágazik ki a tóból. Északról a Balaton, keletről a Mezőföld szélét képező hullámos fennsíkok, délről és nyugatról pedig Külső-Somogynak a Balaton déli partvidékére jellemző, szelíd lejtésű dombsorai határolják.
Az 1950-es megyerendezésig a Sió határvonal volt Veszprém és Somogy vármegye között; jelenleg Siófok Somogyhoz tartozik, annak második legnagyobb települése, egyben a Balaton-part legnagyobb települése. A 20. század során határát többször kiterjesztették, így ma a déli part 70 kilométeres szakaszából 17 kilométer tartozik hozzá.

### Éghajlata
Az éghajlat Siófok környékén enyhe különbségeket mutat a maximumok és negatívumok között, továbbá megfelelő mennyiségű csapadék esik egész évben. Siófok sokévi átlagos havi középhőmérsékleteit tekintve a leghidegebb hónap a január, míg a legmelegebb a július.
| Hónap                                           | Jan. | Feb. | Már. | Ápr. | Máj. | Jún. | Júl. | Aug. | Szep. | Okt. | Nov. | Dec. | Év   |
| ----------------------------------------------- | ---- | ---- | ---- | ---- | ---- | ---- | ---- | ---- | ----- | ---- | ---- | ---- | ---- |
| Átlagos max. hőmérséklet (°C)                   | 2,0  | 3,0  | 9,0  | 14,0 | 20,0 | 23,0 | 25,0 | 24,0 | 21,0  | 14,0 | 7,0  | 3,0  | 13,8 |
| Átlaghőmérséklet (°C)                           | 0,0  | 1,0  | 6,0  | 11,0 | 16,0 | 19,0 | 21,0 | 21,0 | 17,0  | 11,0 | 5,0  | 2,0  | 10,9 |
| Átlagos min. hőmérséklet (°C)                   | −2,0 | −2,0 | 3,0  | 7,0  | 12,0 | 16,0 | 17,0 | 17,0 | 13,0  | 8,0  | 3,0  | −1,0 | 7,6  |
| Átl. csapadékmennyiség (mm)                     | 41   | 33   | 36   | 38   | 58   | 61   | 33   | 58   | 43    | 33   | 48   | 46   | 528  |
| Havi napsütéses órák száma                      | 65   | 101  | 146  | 199  | 259  | 269  | 299  | 277  | 201   | 153  | 76   | 48   | 2093 |
| Forrás: Országos Meteorológiai Szolgálat (OMSZ) |      |      |      |      |      |      |      |      |       |      |      |      |      |

### Vízpartja

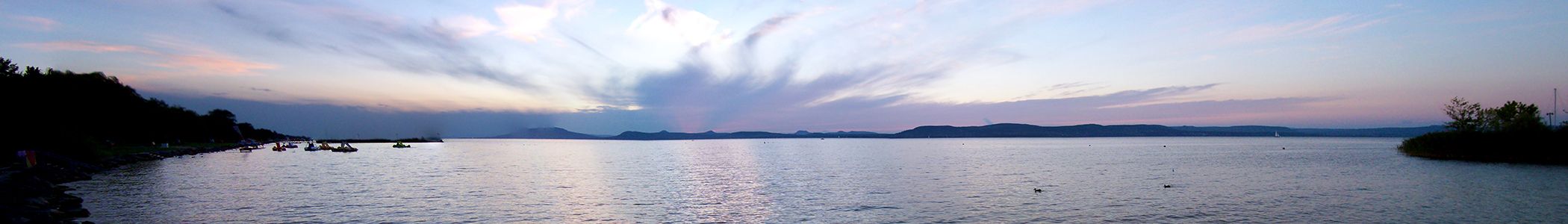
Panorámakép az Ezüstpartról

A város partvonala két szakaszra osztható. A Sió csatorna torkolatától nyugatra fekvő szakasz Ezüstpart néven ismert, keletre pedig az Aranypart található. A nagy szállodák és apartmanházak hosszú sora, valamint a város szórakoztatóközpontja, a Petőfi sétány is az Aranyparton található. A sétány mentén helyezkedik el a fizetős Nagystrand, amely 2016 óta a Plázs Siófok nevet viseli. Balatonvilágos felé haladva, keletre található a szabadstrand, amely 4 km-en keresztül egészen Szabadifürdőig húzódik. Az Ezüstpartot többnyire a kisebb, egy-két szintes nyaralók és panziók uralják, ott 3 kilométer hosszú a Balatonszéplakig tartó, partmenti szabadstrand.

### Parti fenyvesei
A Siófok és Balatonvilágos között 10 kilométeren húzódó villanegyedek kertjeit a Balaton környékén egyedülállónak számító, telepített feketefenyvesek uralják.
„A csöndes Aliga szemérmesen húzódik meg az őspart akácai alatt, pár perc múlva Világos uj villái kacagnak az utasokra, a rezgő nyárfák közül. A magas partról rohanva fut le a vonat a szabadi fürdőtelepen keresztül Siófok felé, ahol 12 kilométer fenyveserdő koszorúzza a Balaton ezer színben csillogó kristályos vizét” – írta Beleznay Károly a Magyarság című újságban 1927 márciusában.
Ötven évvel Beleznay cikkének megszületése előtt a fenyvesnek még nyoma sem volt, a terület ekkor még nem örvendett akkora népszerűségnek, mint manapság. A nyaralás iránti vágy a 19. század végén szökött fel, miután 1858-1861 között kiépült a Déli Vasút, Siófok pedig felértékelődött a jómódú fővárosi polgárság számára. Ekkoriban a déli part kinézete kopárnak hatott, az üdülőfejlesztés után kezdődtek meg igazán a parkosítások, a fák ültetése.
A Siófok-Balatonvilágos közti terület a veszprémi káptalan birtokában volt, és az 1890-es években kezdte meg a fenyők ültetését. A feketefenyő Magyarországon nem őshonos, leginkább a Balkán-félszigetre és Kis-Ázsiára jellemző. Jól bírja a szárazságot és a gyengébb talajt, ez okból is lett idetelepítve, hogy Siófok környékének homokját megkössék vele, továbbá védelmet biztosított a tó felől érkező erős északi és északnyugati szelektől. Ugyanakkor helyet kapott sok erdeifenyő is, amely azonban őshonos hazánkban, de ez sem a vízpartok tipikus növénye. Tűri a magasabb vízállást és a meszesebb homokot is.
A 20. század elején a káptalan birtoka feldarabolódott, a befektetők pedig villatelkeket alakítottak ki a későbbi Sóstó és Szabadifürdő városrészben. 1915 és 1919 között 150-1000 négyszögletes telket parcellázott ki a káptalan, majd ezeket zömmel orvosok, művészek és tisztviselők vásárolták meg. Az első világháború következtében erősen visszaesett az építkezések száma. Ezért a Balatonszabadi Fürdőegyesület felszólította az ottlakókat, hogy 800 m²-es telkük felét adják el, majd az ebből nyert pénzből kezdjenek bele az építkezésekbe. Később a terület telkei népszerűek lettek, az 1930-as években a lapokat elárasztották az ingatlanhirdetések. Az egykori fenyőerdőben egyre több nyaraló jelent meg, az 1930-as években pedig a Magyar Tisztviselők Takarékpénztára több száz fenyves telket adott el a középosztály számára.
A Nemzeti Újság 1940-es beszámolójában arról írt cikket, hogy villák népesítették be a fenyőerdőt, emellett pedig az egész déli parton folytatni kellene a partot megkötő fásítást: „Lám, mily okos volt a veszprémi Káptalannak fenyősitése, mely egész Siófokig huzódik. Partfogó mivolta mellett most már a bájos villák egész tábora húzódik meg benne. Ezt okos lenne fenyővel folytatni Siófokon tul is.”
A közel száz méter széles sávban létesült fenyves száz év alatt sem pusztult le nagyon. Sok utcát uralnak a fák, több tucat fa áll kicsiny telkeken. Mára viszont ide is elért a fapusztítás. A városi önkormányzat próbálja megóvni bármiféle veszélytől ezt az antropogén látképet. 2003 óta helyi védelem alatt állnak a fenyő- és platánfák. Engedélyhez kötött kivágásuk, akár közterületről, akár magánterületekről beszélünk. Engedély nélküli fakivágás esetén természetvédelmi eljárás indul az elkövető ellen. Azonban a fákat a természeti károk sem kímélik. Az intenzívebb viharok, és a délről benyomuló atkafertőzések komoly károkat okoznak.
„Mivel a fák az évtizedek alatt meghatározóvá, majdnem jelképévé váltak Siófok és Balatonvilágos partvonalának, ezért az engedélyező fakivágás pótlási kötelezettséggel jár, így próbáljuk meg az állományt fenntartani és fiatalítani” – írta az önkormányzat.

## Története

### Az ókortól a török megszállásig
Siófok környéke már a rómaiak korában is lakott terület volt. A római hódítás az 1. században ért el a mai Siófok környékére, itt vezetett a Sopianaeból (Pécs) Triccianán (Ságvár) át Arrabonába (Győr) vezető útvonal. Sextus Aurelius Victor 4. századból származó feljegyzései szerint Galerius császár a jelenlegi Siófok területén a Lacus Pelso (a Balaton latin neve) ingoványos részeinek lecsapolására 292-ben zsilipet építtetett és erdőket irtatott ki.
A honfoglalás után, 1055-ből származó tihanyi alapítólevélben találkozhatunk a hely említésével: „Rivulus namque, qui dicitur Fuk fluens”, azaz „A kis patak, amit Fuknak neveznek is az említett tóból ered, olyan helyen van, amelyen a népeknek átjárása van egy régebbi hídon és gyakran gázlón is”.
Fuk mint falunév először 1137-ben szerepelt írásban az adózó helységek között, az 1528-ban megjelent Tabula Hungariae térkép Fok néven tüntette fel. A Siófok szóösszetétel 1790 óta ismeretes.
A tatárjárás után Fok újratelepült, majd 1552-ben a törökök kerítették hatalmukba Fokot és környékét. Siófok hadikikötő lett és erődöt is építettek itt, az erődítmény a mai kórház közelében lévő Granárium dombján volt. A vidék 1688-ban szabadult fel a török megszállás alól. Fok a veszprémi káptalan tulajdonába került, amely telepesekkel népesítette be, és 1693-ban fatemplomot építtetett a lakosság számára.

### 18–19. század
Rákóczi szabadságharca idején itt húzódott Vak Bottyán híres Sió-vonala, amelynek végső pontja volt a siófoki erősség. 1705-ben II. Rákóczi Ferenc fejedelem a mai címer alapjául szolgáló pecsétet adományozott Fok falunak. 1736-ban épült fel Szűz Mária szeplőtelen fogantatása tiszteletére a barokk stílusú plébániatemplom.
Jelentősebb fejlődés a 19. században indult el a településen. 1810-től az Erdély–Adria gyorspostakocsi-járat már érintette Siófokot, de önálló postamesterség csak 1867-től működött itt. A víz szabályozása 1810-től kezdődött a faluban. Később Beszédes József vízügyi mérnök elképzelése alapján kitisztogatták a Sió medrét, újra malmokat üzemeltettek. A Balaton vízszintje 1 métert apadt, így 51 000 hold terület vált szabaddá a víztől, a Sió szabályozásával 6000 hold szabad telek alakult ki.
A település életében jelentős változást hozott a Balatoni Gőzhajózási Részvénytársaság megalakulása 1846-ban. Ebben nagy szerepe volt Kossuth Lajosnak, aki saját kezével írta meg a gazdasági társaság alapító okiratát, és gróf Széchenyi Istvánnak, a részvénytársaság örökös elnökének. Ugyanebben az évben, szeptember 21-én vízre bocsátották a Kisfaludy kerekesgőzöst.

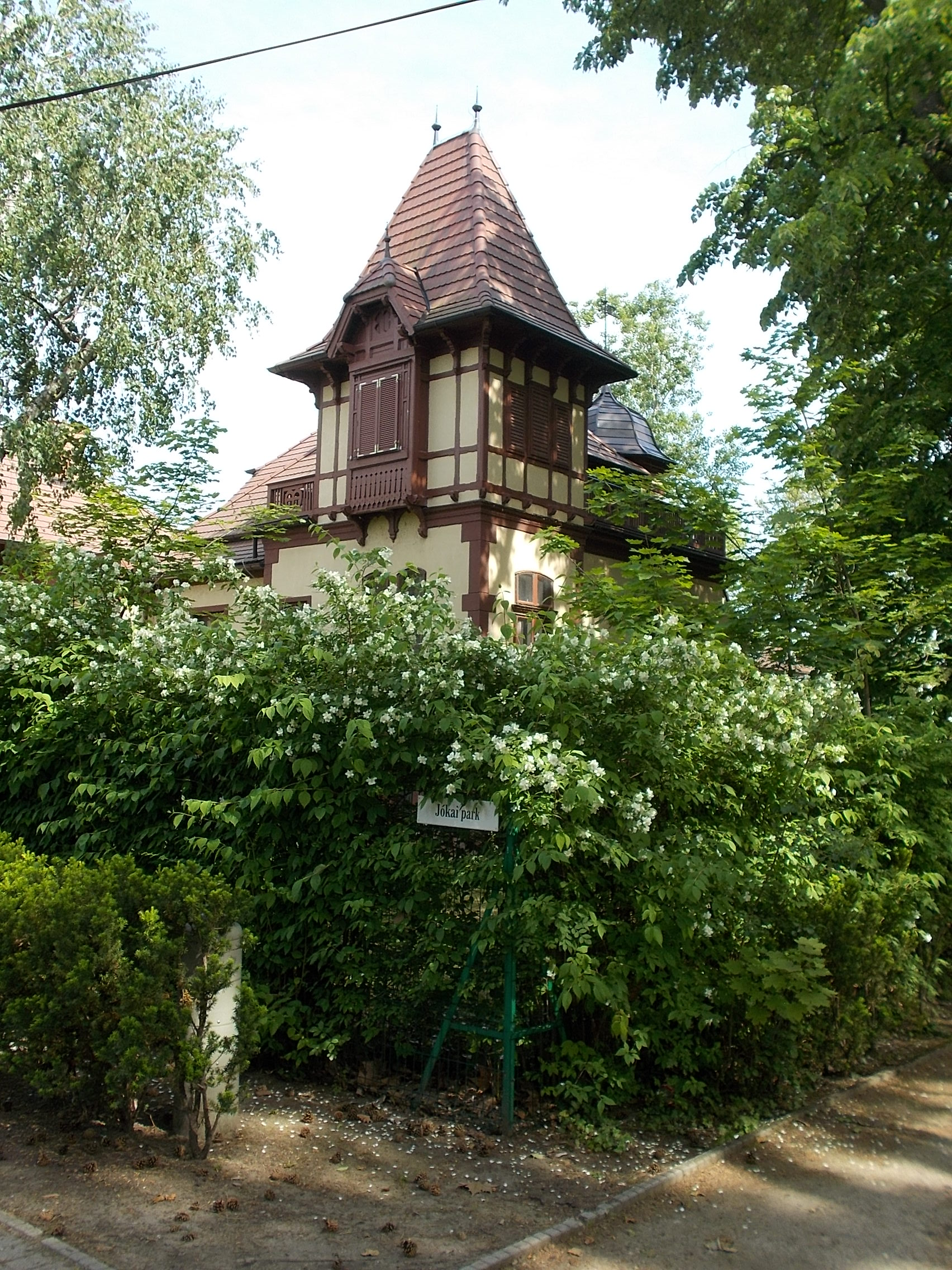
19. századi historizáló villák a város parkjában

1861-ben adták át a forgalomnak a Buda–Nagykanizsa közötti vasutat. 1863-ban elkészült a vasútállomás (bár már 1861-ben megállt itt a vonat), egy év múlva pedig megépült az első, mólókkal védett hajókikötő. Ugyanebben az évben új Sió-zsilipet is nyitottak, melynek fő feladata a vízszintszabályozás volt. A fazsilipet betonszerkezetből készült tartósabb zsilip váltotta fel 1891-ben. Mezővárosi rangot, azaz országos vásártartási engedélyt 1865-ben kapott a település. Ekkor 200 házat és 1500 lelket számláló község volt Siófok.
Siófokon, vagy ahogy akkoriban többen nevezték: Zsidófokon (a források alapján ez inkább leíró jellegű, mint pejoratív kifejezés volt) egykoron nagyszámú zsidó vallású lakos élt. Az 1860-as évek elején a létszámuk 347-re tehető, közte 70 kereskedő élt itt, akiknek nagy szerepük volt abban, hogy a város Európa egyik vonzó üdülőhelyévé vált.
1866-ban jelent meg az első hirdetés „Balatontavi Fürdő Siófok” címmel a Zala-Somogyi Közlönyben. Végh Ignác bérlő a veszprémi káptalannal kötött 12 éves fürdőjogbérleti szerződést, amit újabb 12 évre meghosszabbítottak. 1878-ban készítette el a „Magyar Tenger” feliratú fürdőházat, amely a Neuschlass építőcég tervei szerint épült, svájci stílusban, díszes homlokzattal, százszemélyes társalgóval, vízre nyíló nagy ablakokkal, emeletes kilátószobával, nyolcvan fürdőkabinnal.
1888-ban Baross Gábor nyújtott állami támogatást a Balatoni Gőzhajózási Részvénytársaság újjászervezéséhez. 1889-ben vízre bocsátották az új utasszállító hajót, a Kelént, aztán 1891-ben elkészült a Helka és az új Kelén.
A veszprémi káptalan 1885-ben kezdett telkeket parcelláztatni, ezzel megkezdődött a mai fürdőtelep kiépülése. 1891 áprilisában Glatz Henrik kezdeményezésére, gróf Batthyány Géza elnökletével Siófok Balatonfürdő Rt. néven alakult meg az a tőkecsoport, mely megváltotta a káptalantól a fürdőjogot, s megvásárolta az építkezésekhez és parkosításhoz szükséges 60 holdnyi bozótos, vizes, mocsaras területet, s azt földdel töltötte fel. Fia, a festő Glatz Oszkár révén az első villatulajdonosok jó része festőművész volt: 1892-ben már Than Mór, Vágó Pál, Feledi-Flesch Tivadar (Zichy Mihály veje), Tölgyessy Artúr és Aggházy Gyula rendelkezett siófoki villával. A társaság vezetője 1905-ben bekövetkezett haláláig Glatz maradt. Megindult a nagyobb szállodák: a Sió és a Hullám, később a Központi szálló építése. Az új fürdőtelepet ünnepélyes külsőségek között 1893. július 18-án nyitották meg, s ekkor jelentették be, hogy a belügyminiszter a fürdőtelep részére a „gyógyfürdő” elnevezés használatát engedélyezte. Ehhez a pihentető környezethez tartozott az 1875-től indult, nagy egyéniségeket felvonultató siófoki színházi élet is.

### 20. század
1900-ban kezdte meg működését a Balatoni Halászati Részvénytársaság. Ugyanebben az évben épült meg a lóversenypálya 1500 személyes lelátóval, itt voltak a Balaton-átúszás célpontjai, s minden évben úszó- és teniszversenyek gazdagították a siófoki nyár élményeit. Mozgalmas fürdőélete révén Siófok a budapesti nagypolgárság művész- és színészvilág kedvelt tartózkodási helyévé vált. (Karinthy Frigyes, Krúdy Gyula, ifj. Latabár Árpád, Kabos Gyula).

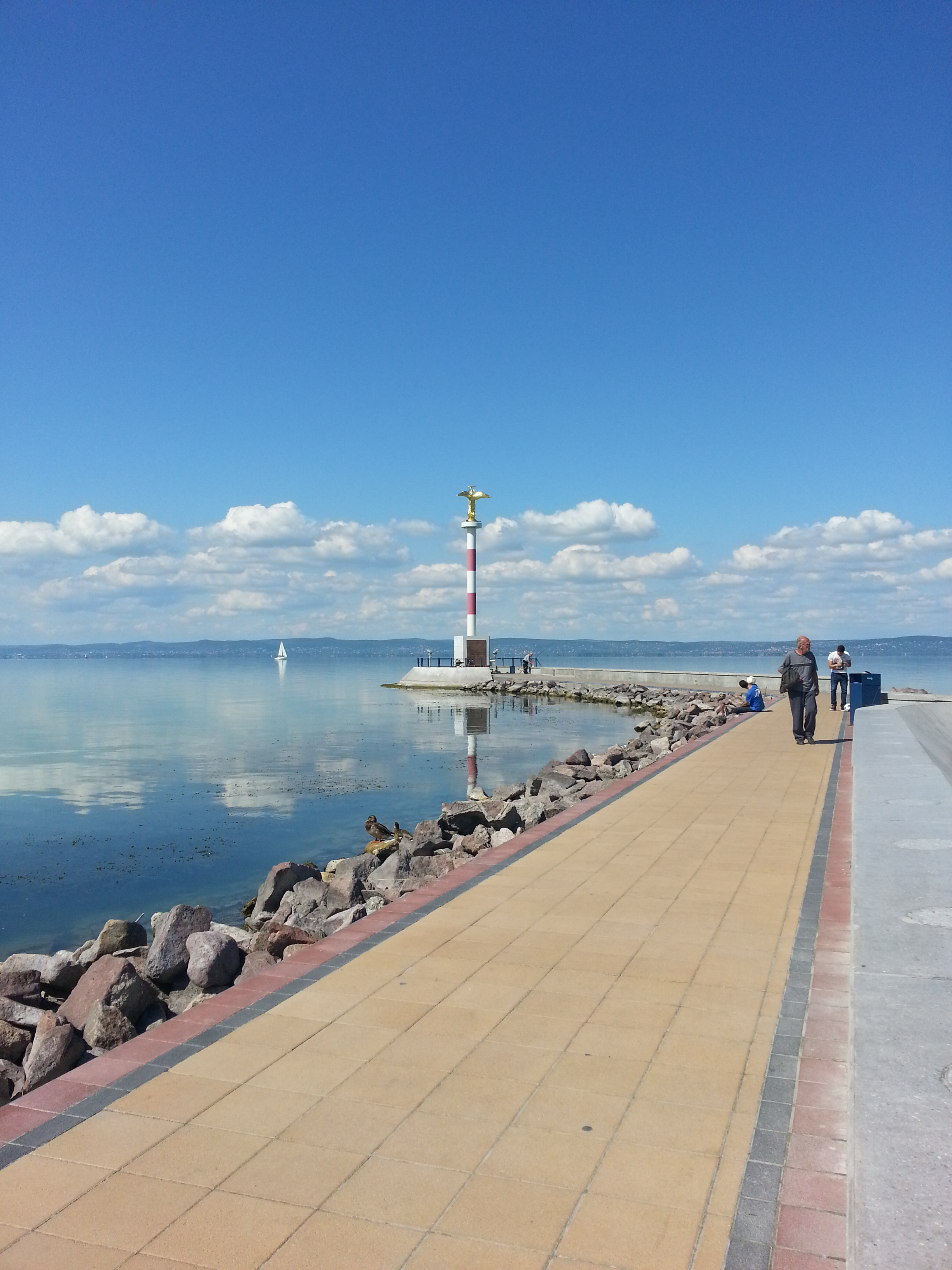
A Krúdy-sétány

1904-ben elkészült az vasútállomás új felvételi épület, melyet 1987 óta ismét az eredetihez hasonló pompájában csodálhatunk meg. A régi épületet, amely a mostani épület és a felüljáró között helyezkedett el, lebontották.

1906. október 23-án létrejött a vasúti kapcsolat Kaposvárral: megkezdte működését a Mocsolád-Tab-Siófok Helyiérdekű Vasút. (A vasútvonal ma a MÁV menetrendjében a 35. számot viseli.)
1919 augusztusában a település egy időre a nagypolitika középpontjába került, miután Horthy Miklós a Tanácsköztársaság bukása után, az antant engedélyének birtokában a Dunántúlra vonult csapataival, főhadiszállását pedig itt alakította ki.
A második világháború alatt, 1944-ben a nagyközségből közel 500 zsidót hurcoltak el, közülük 72-en tértek vissza a második világháború után.
A második világháború végén a települést nagy károk érték. A két hónapig itt húzódó frontvonal a parti építményekben, a nyaralókban, a szálló- és lakóépületekben, a hajóparkban sok kárt tett. Később Siófok a szakszervezeti és vállalati üdültetés központja lett. Újjáépült üdülőházai, valamint a csatornázás, szennyvíztisztítás és vízmű, illetőleg a partvédő művek kialakítása a tókörnyék legnagyobb, legjelentősebb, nagy tömegeket befogadó helyévé tette Siófokot.
1947-ben a Sió-csatorna felújítási munkálatainak keretén belül elkészült az új zsilip, mely már hajók közlekedését is lehetővé tette. 1950-től Somogy megyéhez tartozik a település és ugyanebben az évben járási székhellyé is vált. 1958-tól indultak meg újból a turisztikai, idegenforgalmi fejlesztések, melyek hatására ismét megjelentek a külföldi vendégek. Az Aranyparton a szállodasor 1962-1966 és 1974-1982 között, Balatonszéplakon a Hotel Ezüstpart öt épülete pedig 1968-1983 között épült. A hatvanas évek közepétől megélénkült a lakásépítés is. Az 1970-es években a Városház tér, a Say Ferenc utca és a Koch Róbert utca mentén a kaposvári, a veszprémi és a dunaújvárosi házgyárak elemeiből lakótelepek épültek.
1968. december 31. volt Siófok várossá válásának időpontja. Ez előtt nem sokkal felépült a 400 ágyas kórház, majd utána a dél-balatoni feladatokat ellátó kulturális központ és könyvtár.
1971-ben érte el a várost az M7-es autópálya bal oldali szakasza. 1975-től már csak Balatonaligáig kellett az irányonként egy forgalmi sávos autóúton közlekedni Budapest felé. A teljes szélességű autópálya elkészültéig még 27 évet kellett várni.

A város címere 1974 és 1989 között

A rendszerváltást követő 1990-es helyhatósági választások óta 18, 2010 óta 11 tagú képviselő-testület irányítja a várost. A lehetőségeket kihasználva helyi újság és televízió kezdte meg működését a városban: az ország első kereskedelmi televíziójaként 1989-2012 között sugározta adását a Balaton környékén fogható Sió TV.

### 21. század
A 2006-os nyári szezonra egyszerre több nagy jelentőségű területrendezési-fejlesztési program is befejeződött. A Petőfi sétány fejlesztése során az addig a hetvenes évek színvonalát idéző sétálóutca képe jelentősen megváltozott: elegáns térburkolatot, árnyékolástechnikai elemeket, utcabútorokat, hangulatos teraszokat, szökőkutakat, állandó térfigyelő rendszert kapott. A megújult sétálóutcát a nyári szezonban megnövelt rendőri jelenlét és külső biztonsági cégek is felügyelik, melynek jótékony hatása azóta is érezhető. A fejlesztések a helyi vállalkozók kezdeményezésére és részvételével zajlottak. A Jókai park elhelyezkedése és mérete miatt mindig is kiemelt turisztikai helyszín volt Siófokon. A 2006-os átépítését követően azonban a város ékszerévé lépett elő. Modern játszóterével, tetszetős tavával, az öreg fák között kanyargó sétálóútjaival a családi kikapcsolódás egyik legjobb helyszínévé lépett elő. A Szent Miklós park szintén új külsőt kapott.
Ez a dinamikusan fejlődő, vonzó, innovatív város 2011-ben a parttól a belvárosig megújult. A városközpontban több mint 6 milliárd forintnyi fejlesztés valósult meg. A belváros revitalizációja során megtörtént a víztorony felújítása, a Fő tér burkolatának és növényzetének teljes cseréje, felépült az Regionális Történeti Kutatóintézet és Könyvtár épülete valamint a Sió Pláza bevásárlóközpont. Az eredmény egy új belváros képe, amely mediterrán hangulatával illeszkedik az üdülővárosi hangulathoz.

Napjainkra a minőségi beruházásoknak köszönhetően Siófok a Dél-Dunántúl első számú wellness- és konferenciaközpontjává lépett elő, hogy a nyári szezont követő hónapokban is érdemes legyen a városba látogatni akár csak egy hosszú hétvégére is. Fejlett idegenforgalmi infrastruktúra, évről évre bővülő programkínálat vonzza Siófokra a hazai és külföldi vendégeket.

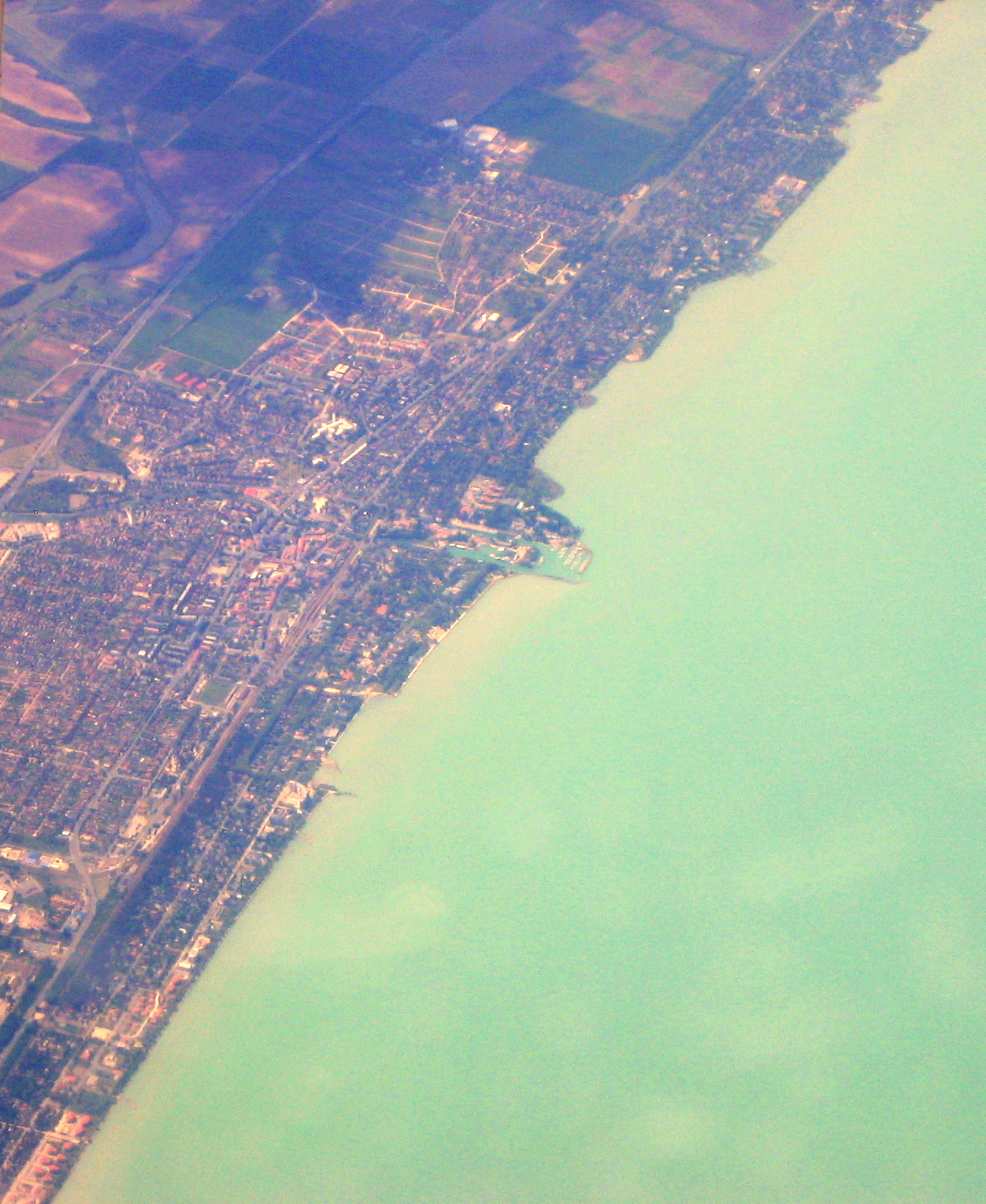
Légi felvétel a városról

## Közigazgatás és politika
Siófok önkormányzatát a (2010-es önkormányzati választás óta 11 tagú) városi képviselő-testület vezeti, élén a polgármesterrel. Ez utóbbi posztot hosszú időn át dr. Balázs Árpád töltötte be, aki többnyire a Fidesz–KDNP jelöltjeként indult a választásokon, és alkalmanként más pártok is támogatták. A 2014-es magyarországi önkormányzati választást követően a független jelöltként induló dr. Lengyel Róbert legyőzte Balázs Árpádot és ő maradt a polgármester a 2019-es választást követően is, ezúttal már egy helyi civil szervezet jelöltjeként.
A 11 tagú képviselő-testület tagjai közül nyolcat egyéni választókerületekben, közvetlenül választ meg a lakosság, hárman pedig kompenzációs listáról juthatnak mandátumhoz. A 2014-2019-es ciklusban a képviselők közül 7 volt Fidesz-KDNP-s, 1 független, 1 jobbikos, 1 MSZP-DK-s, 1 pedig az Együtt Siófokért Egyesület jelöltje volt a választásokon. (Az előző ciklusban, 2010-2014 között majdnem ugyanezek voltak az erőviszonyok a testületben, de az egyetlen baloldali ellenzéki képviselő tisztán MSZP-s színekben szerzett mandátumot.)

### Polgármesterei
- 1990–1994: Molnár Árpád (független)[26]
- 1994–1998: Dr. Balázs Árpád (Fidesz-KDNP-SZDSZ-MDF)[27]
- 1998–2002: Dr. Balázs Árpád (Fidesz)[28]
- 2002–2006: Dr. Balázs Árpád (Fidesz-MDF-MKDSZ-1215-SPKE-KPE)[29]
- 2006–2010: Dr. Balázs Árpád (Fidesz)[30]
- 2010–2014: Dr. Balázs Árpád (Fidesz-KDNP)[31]
- 2014–2019: Dr. Lengyel Róbert (független)[32]
- 2019–2024: Dr. Lengyel Róbert (Becsülettel Siófokért Egyesület)[33]
- 2024– : Dr. Lengyel Róbert (Becsülettel Siófokért Egyesület)[1]

### A 2024-es önkormányzati választás eredménye
- A polgármester-választás eredménye[34]

| Jelölt neve        | Jelölő szervezet(ek) | Jelölő szervezet(ek) | Szavazatok száma | Szavazatok aránya |
| ------------------ | -------------------- | -------------------- | ---------------- | ----------------- |
| Dr. Lengyel Róbert |                      | BSE                  | 6332             | 53,1%             |
| Gyulai László      |                      | Független            | 5592             | 46,9%             |
| Összesen           |                      |                      | 11 924           | 100%              |

- A képviselőtestület-választás eredménye[35]

| Párt | Párt                    | Mandátumok | Képviselő-testület | Képviselő-testület | Képviselő-testület | Képviselő-testület | Képviselő-testület | Képviselő-testület | Képviselő-testület | Képviselő-testület | Képviselő-testület |
| ---- | ----------------------- | ---------- | ------------------ | ------------------ | ------------------ | ------------------ | ------------------ | ------------------ | ------------------ | ------------------ | ------------------ |
|      | BSE                     | 7          | P                  |                    |                    |                    |                    |                    |                    |                    |                    |
|      | JÖSSZ-E – Fidesz – KDNP | 5          |                    |                    |                    |                    |                    |                    |                    |                    |                    |

## Népesség
A 20. század második felétől Siófok lakossága fokozatosan növekedett. Népességnövekedése az 1950-es években felgyorsult a szocializmus évei alatt. Az urbanizáció a második világháború után felgyorsuló hatású volt, többek közt ennek eredményeképpen a város lakossága megkétszereződött. A legtöbben 2011-ben éltek a városban, 25.045-en. Az utolsó 2011-es népszámlálás alapján, soha nem éltek még annyien Siófokon, mint 2011-ben. Ennek a permanens növekedésnek a 2022-es népszámlálás vetett véget, ahol világossá vált, hogy 0,5%-kal redukálódott az előző felméréshez képest.
A 2011-es népszámlálás során a lakosok 77,6%-a magyarnak, 1,9% németnek, 1,7% cigánynak mondta magát (22,2% nem nyilatkozott; a kettős identitások miatt a végösszeg nagyobb lehet 100%-nál). A vallási megoszlás a következő volt: római katolikus 39,9%, református 7,7%, evangélikus 1,9%, görögkatolikus 0,4%, felekezet nélküli 13,3% (35,8% nem nyilatkozott). Ekkor Somogy vármegye össznépességének 14,9%-át tette ki, illetve a vármegye második legsűrűbben lakott települése volt. Ebben az évben az egy négyzetkilométeren lakók száma, átlagosan 200,9 fő volt. A népesség korösszetétele kedvezőtlen volt. A 2011-es év elején a 19 évesnél fiatalabbak népességen belüli súlya 18%, a 60 éven felülieké 26% volt. A nemek aránya szintén kedvezőtlen, ugyanis ezer férfira 1160 nő jut. 2017-ben a férfiaknál 71,7, a nőknél 78,7 év volt a születéskor várható átlagos élettartam.

A 2022-es népszámlálás során a lakosok 86,5%-a magyarnak, 1,6% németnek, 0,8% cigánynak, 0,2% pedig ukránnak 0,2% mondta magát (13,1% nem nyilatkozott; a kettős identitások miatt a végösszeg nagyobb lehet 100%-nál). A vallási megoszlás a következő volt: római katolikus 35,6%, református 7,8%, evangélikus 1,6%, felekezet nélkül 12,8% (40,9% nem nyilatkozott).
Siófok lakóinak nemzetiségi összetétele 2022-ben
Siófok lakóinak vallási összetétele 2022-ben

## Gazdaság
Habár Siófok gazdasága főleg a turisztikai és szolgáltatási szektorra épül, vannak vállalatok, melyek a termelésben dolgoznak. Számos kisebb vállalkozás és mezőgazdasági termelő foglalkozik a mezőgazdasággal, különösen a gyümölcstermeléssel. A város talán leghíresebb terméke a Sió gyümölcslé, mely több ízesítésben kapható szerte az országban. Gyártójuk a Sió-Eckes vállalat.
Siófok a székhelye a Somogy Rehabnak (magyar írószergyártó), a magyar alumínium sátorgyártónak, az Alutentnek, a TBG Interbetonnak (a mexikói Cemex része) és a magyar műanyaggyártónak. A norvég kábelgyártó Kongsberg Automotive és a magyar gázszállító (OT Industries) gyártóüzemekkel tart fent. A vállalatok többsége a város ipari parkjában, az Ipartelepen és az Adria Ipari Parkban található.
Siófok a központja a Balatoni Hajózási Zrt-nek, a Bahartnak, amely a Balaton körüli 11 vitorlás kikötő (Balatonföldvár, Balatonszemes, Balatonlelle, Balatonboglár, Fonyód, Szigliget, Badacsony, Balatonfüred, Csopak, Alsóörs és Siófok) tulajdonosa és üzemeltetője, valamint menetrend szerinti hajóutak, kompok, vízi taxik szolgáltatója és regatták szervezője.
| # | Cég                   | Bevétel         | Foglalkoztatottak |
| - | --------------------- | --------------- | ----------------- |
| 1 | FGSZ Földgázszállító  | 326 millió Euró | 719               |
| 2 | DRV                   | 62 millió Euró  | 1,932             |
| 3 | Sió ECKES             | 34 millió Euró  | 165               |
| 4 | SIÓMENTE KERESKEDŐHÁZ | 24 millió Euró  | 123               |
| 5 | OT Industries         | 23 millió Euró  | 365               |

## Közlekedés

### Közúti

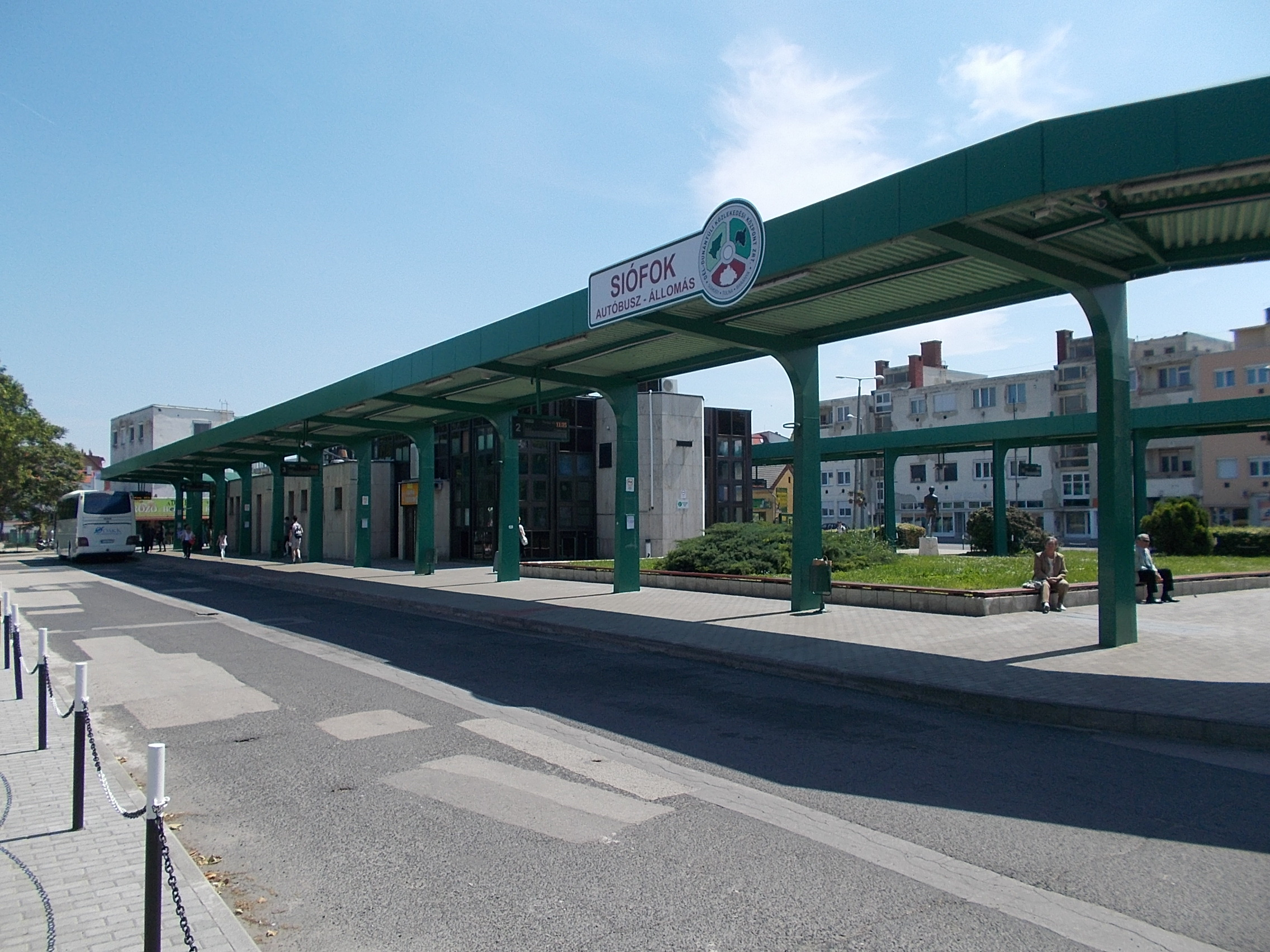
A siófoki buszpályaudvar, melyet 1985-ben adtak át

Megközelíthető Budapestről és Nagykanizsa felől az M7-es autópályán, vagy a 7-es főúton, Tamási és Szekszárd felől pedig a 65-ös főúton. Balatonszabadival és Enyinggel a 6401-es út köti össze, ez utóbbi részben burkolatlan földút. A megyeszékhely Kaposvárral nincs közvetlen első- vagy másodrendű közúti összeköttetése. A 7-es főút belvárost átszelő szakasza 1992 után került ki a Fő utcáról a Kandó Kálmán utca – Semmelweis utca – Széchenyi híd – Tanácsház utca – Wesselényi utca útvonalra.
1985-ben adták át az autóbusz-pályaudvart.

### Vasúti

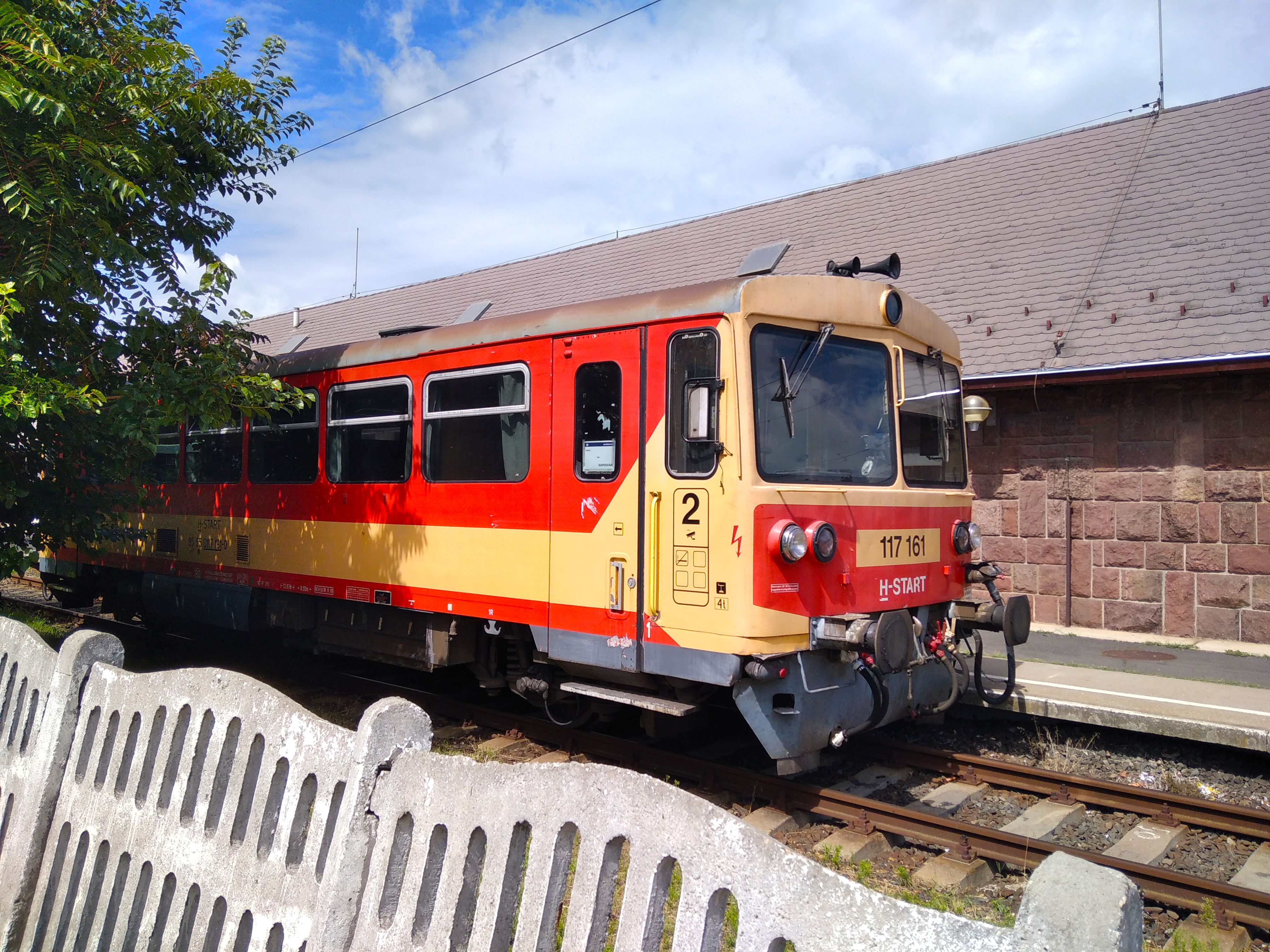
Bzmot motorkocsi (becenevén: Piroska) indulásra készen Kaposvár felé, a siófoki vasútállomás egyik vágányán

Siófokon 1861 óta üzemel a vasút. Csomópontként három irányból (a Budapest–Murakeresztúr-vasútvonalon és a Kaposvár–Siófok-vasútvonalon) fogadja a személy- és a teherforgalmat. A vasútállomás 1904-ben épült felvételi épületét a vágányhálózattal együtt legutóbb 1987-ben újították fel. A vasútállomás a belvárosban, a buszpályaudvar mellett található. Előtte a Millenium park pedig 1994-ben készült el. A nyáron intenzív forgalmat bonyolító állomáson kívül a városban még öt vasúti megállóhely működik.

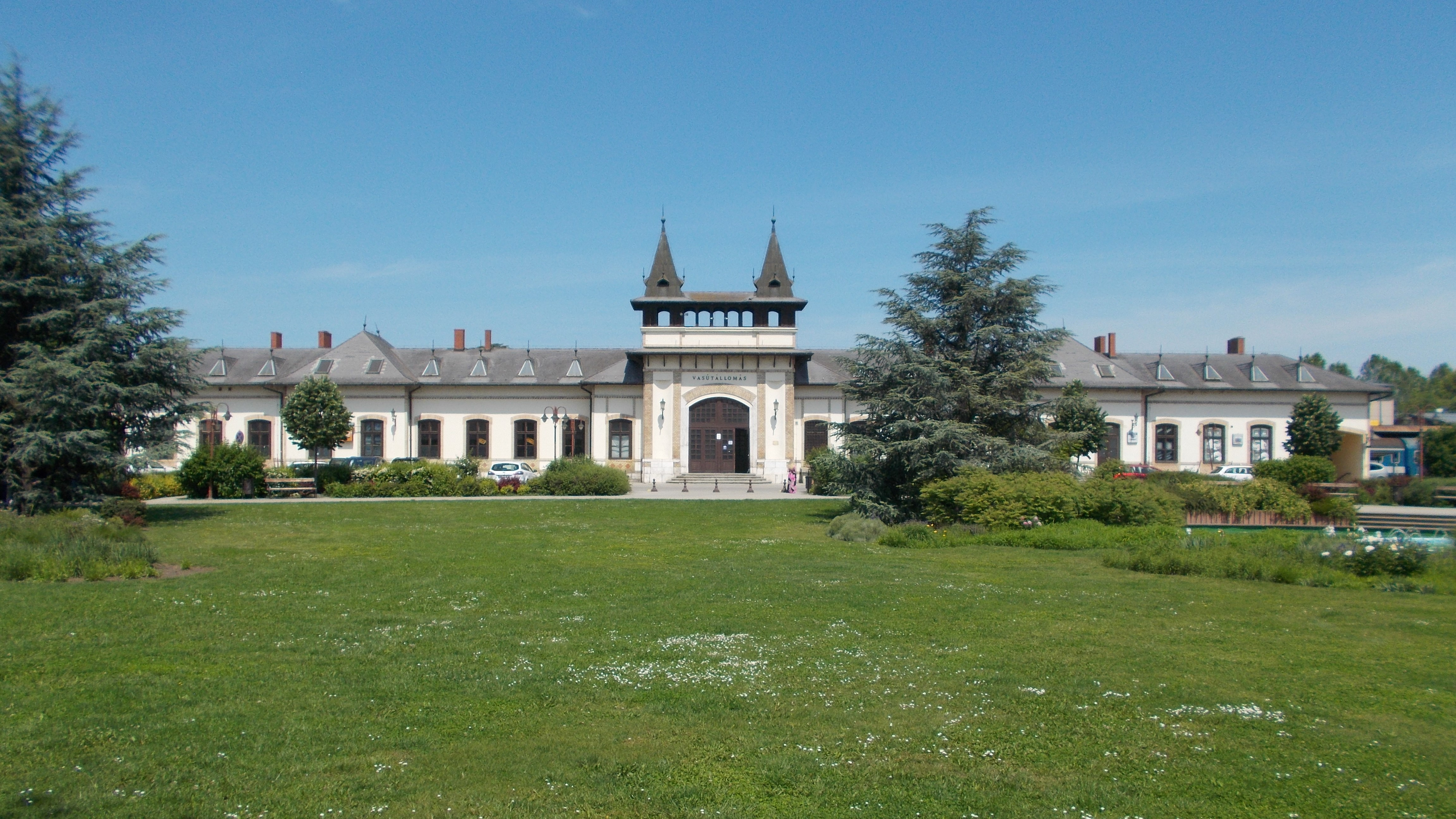
A vasútállomás épülete a Millenium park felől, mely 1861-óta üzemel
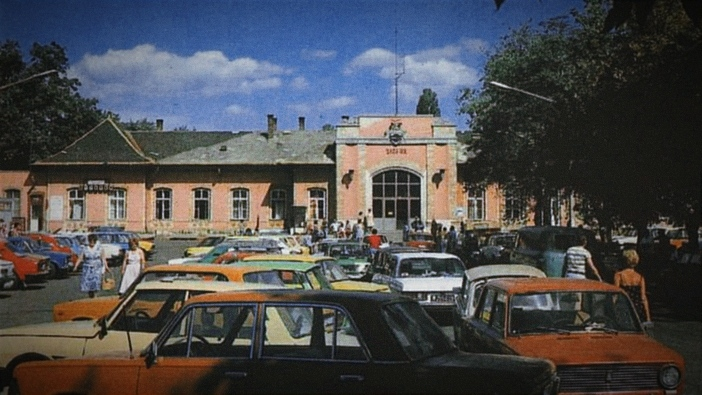
Az épület, az 1987-es rekonstrukció előtt...
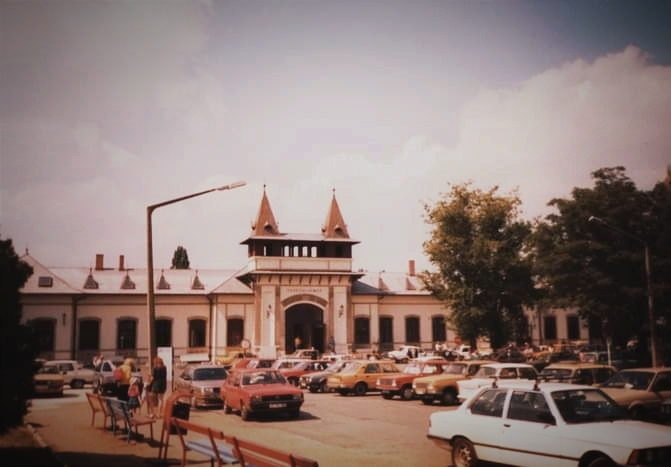
...és után

### Légi
A város Balatonkiliti városrészének közelében található a Siófok-Kiliti repülőtér. Ennek területe átnyúlik Ságvár településre is.

### Vízi

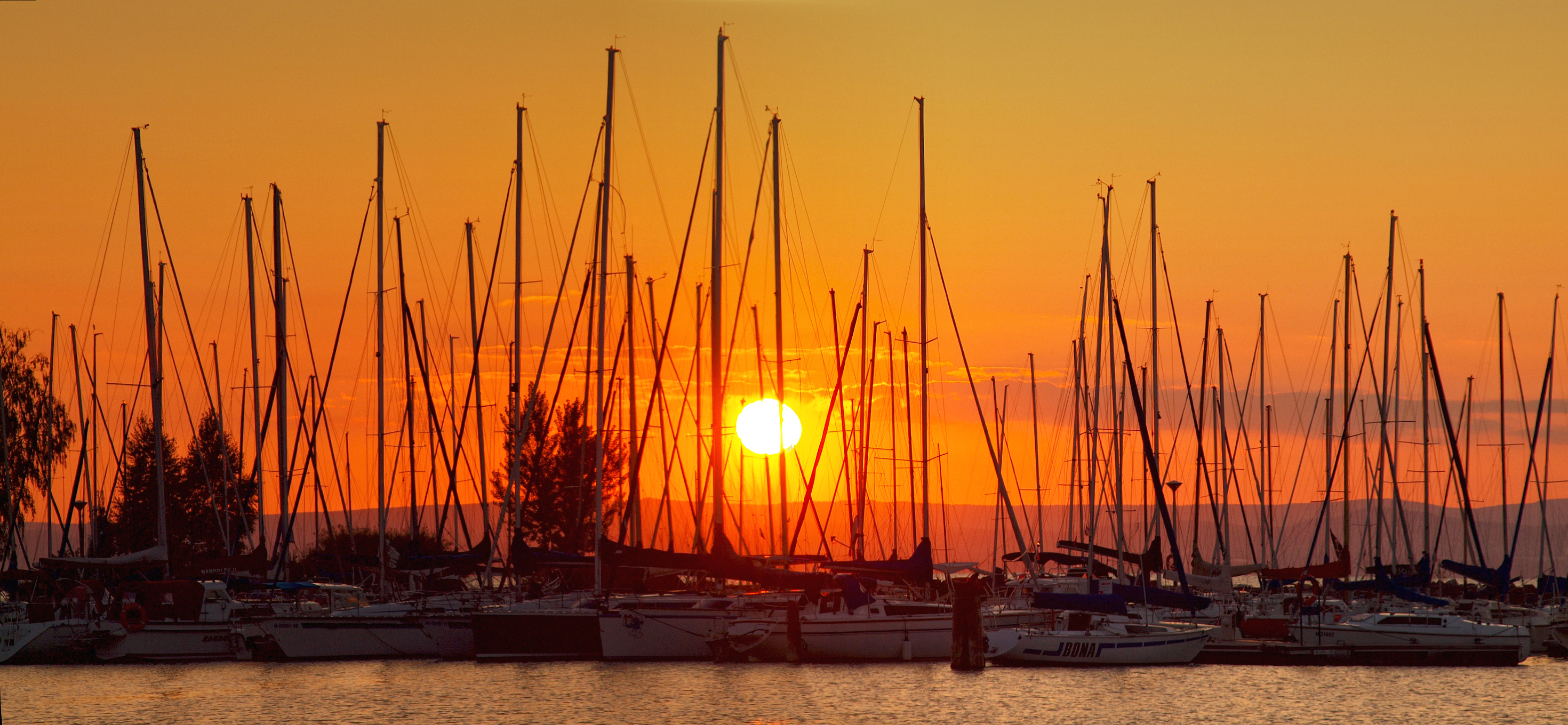
A város kikötője

A siófoki a Balaton legforgalmasabb kikötője. Üzemeltetője a Balatoni Hajózási Zrt.. Rendszeres hajóforgalmat 1864 óta bonyolít le. Minden évben, április és október között innen indulnak a hajójáratok Balatonfüredre, Tihanyba és Balatonalmádiba. A szezon idején folyamatos az északi és déli part közötti hajóforgalom. A 19. századi nosztalgiahajók mellett a vitorlások és a mai korszerű katamaránok is jelen vannak. Nem messze innen megtalálhatjuk a Rózsaligetet és a balatoni gőzhajózás jubileumi emlékműveit is. Továbbá rögtön a város kikötője közelében helyezkedik el a kellemes Jókai park, amely 2006-os felújítása óta Siófok legnagyobb és legpatinásabb parkja. Ezáltal a város kikötője inkább nyújt zöldövezeti, parkos jelleget, mintsem iparit. Délre rögtön megtalálhatjuk a Sió-zsilipet, amely utoljára 2020-2024 között kapott teljes felújítást. A kikötő közelében három sétány is található. Mind közül talán leghíresebb a Petőfi sétány. Az Isztria sétányon több híres Siófokon megfordult, vagy a balatoni hajózással szorosan összefüggő személy szobrát láthatjuk. A Krúdy sétány északi része mólóként nyúlik be a Balatonba a kikötő mellett. Ez a Balaton egyik leghosszabb mólója. A végén áll a Béke jóságos angyala szobor, amelyet Pjotr Tyimofejevics Sztronszkij orosz szobrászművész alkotott 2012 szeptember 5-e és 7-e között a Siófokon megrendezett Finnugor Népek VI. Világtalálkozójának alkalmából. A szobor több orosz szervezet közös ajándéka Siófok városa számára.

A Béke jóságos angyala emlékmű a siófoki mólónál, melyet a Siófokon 2012-ben megrendezett Finnugor Népek VI. Világtalálkozójának tiszteletére avattak fel.
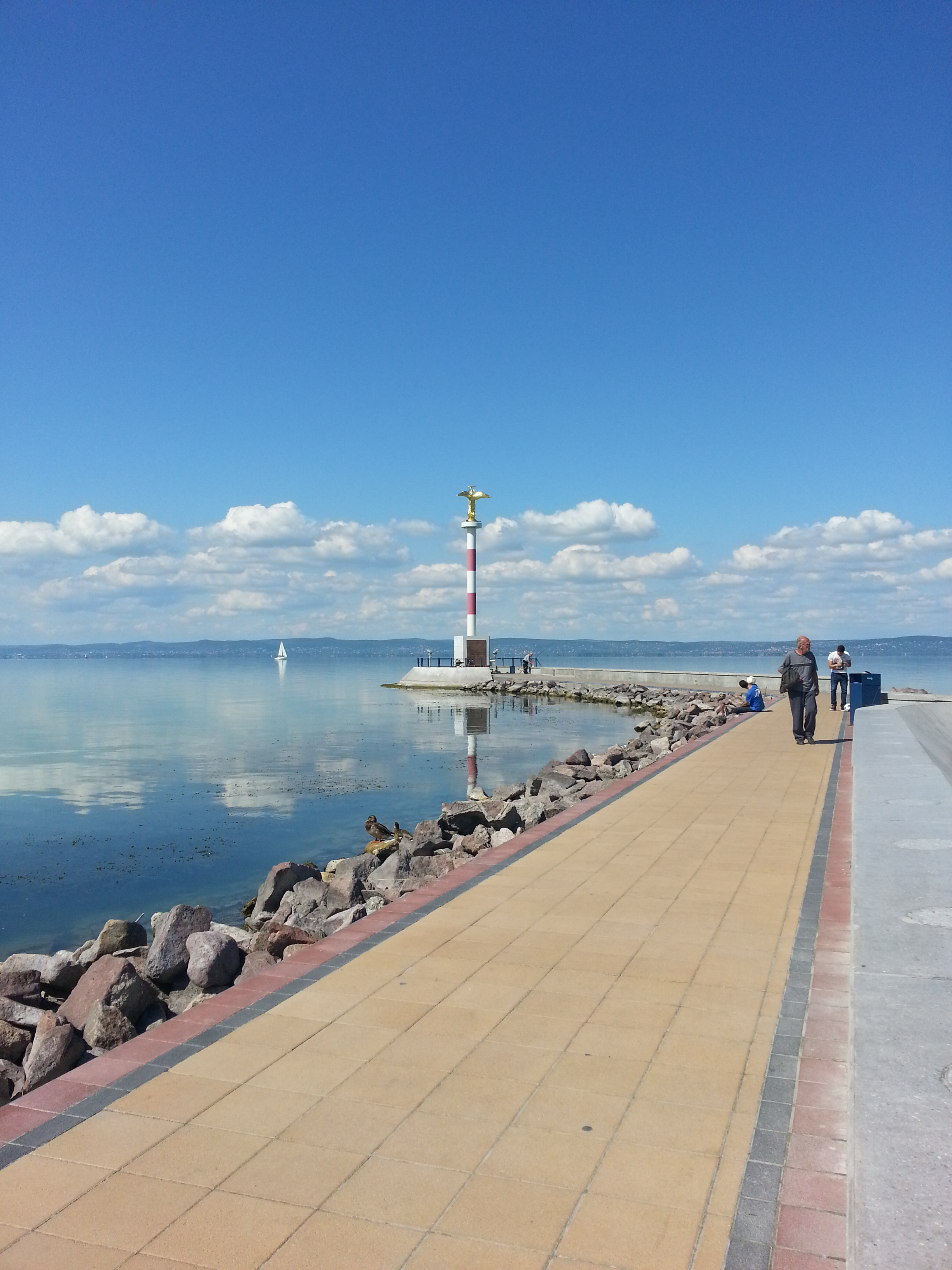
A siófoki móló melletti Krúdy sétány, háttérben az emlékmű
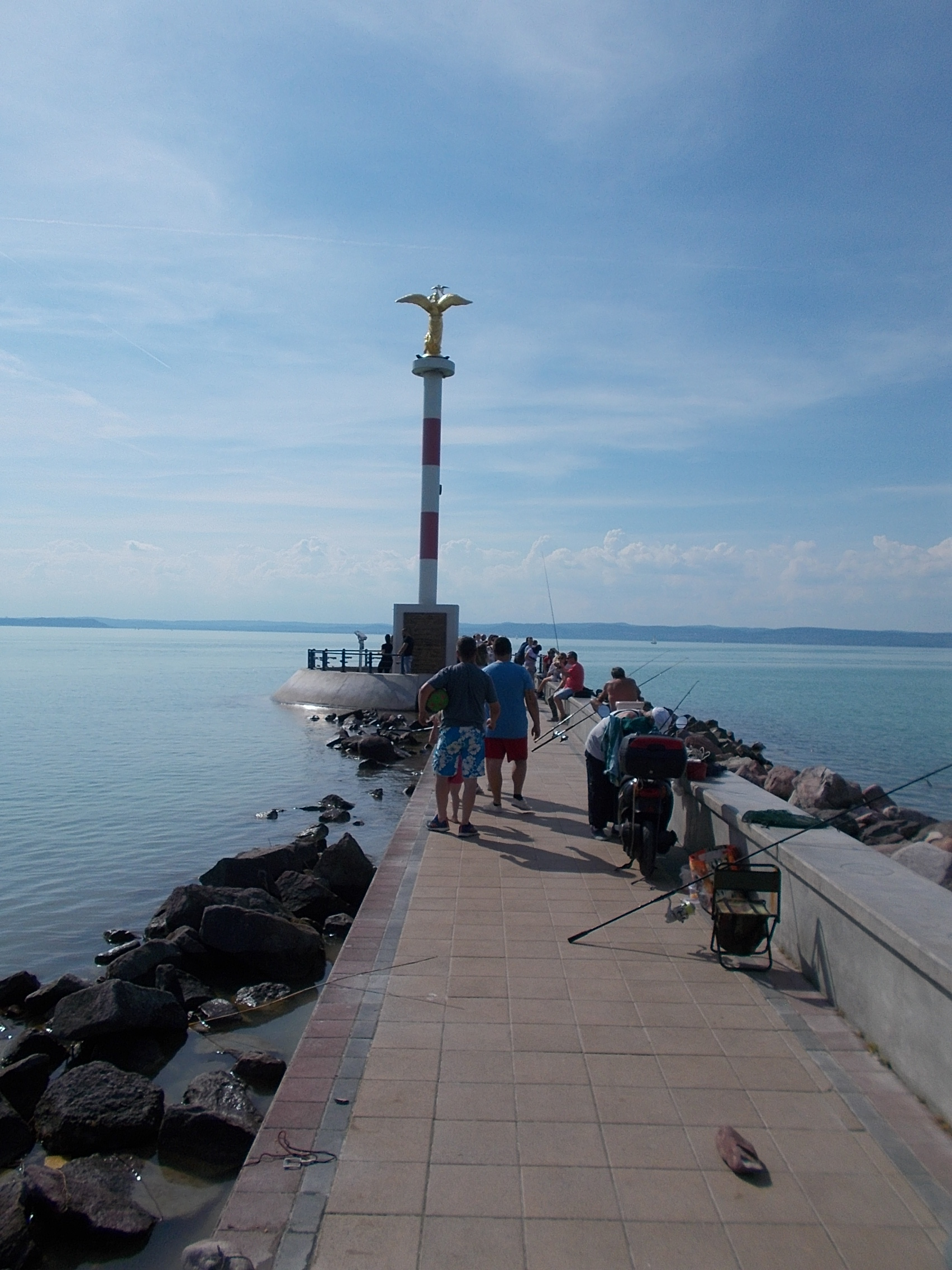
Az emlékmű a Krúdy sétány végén
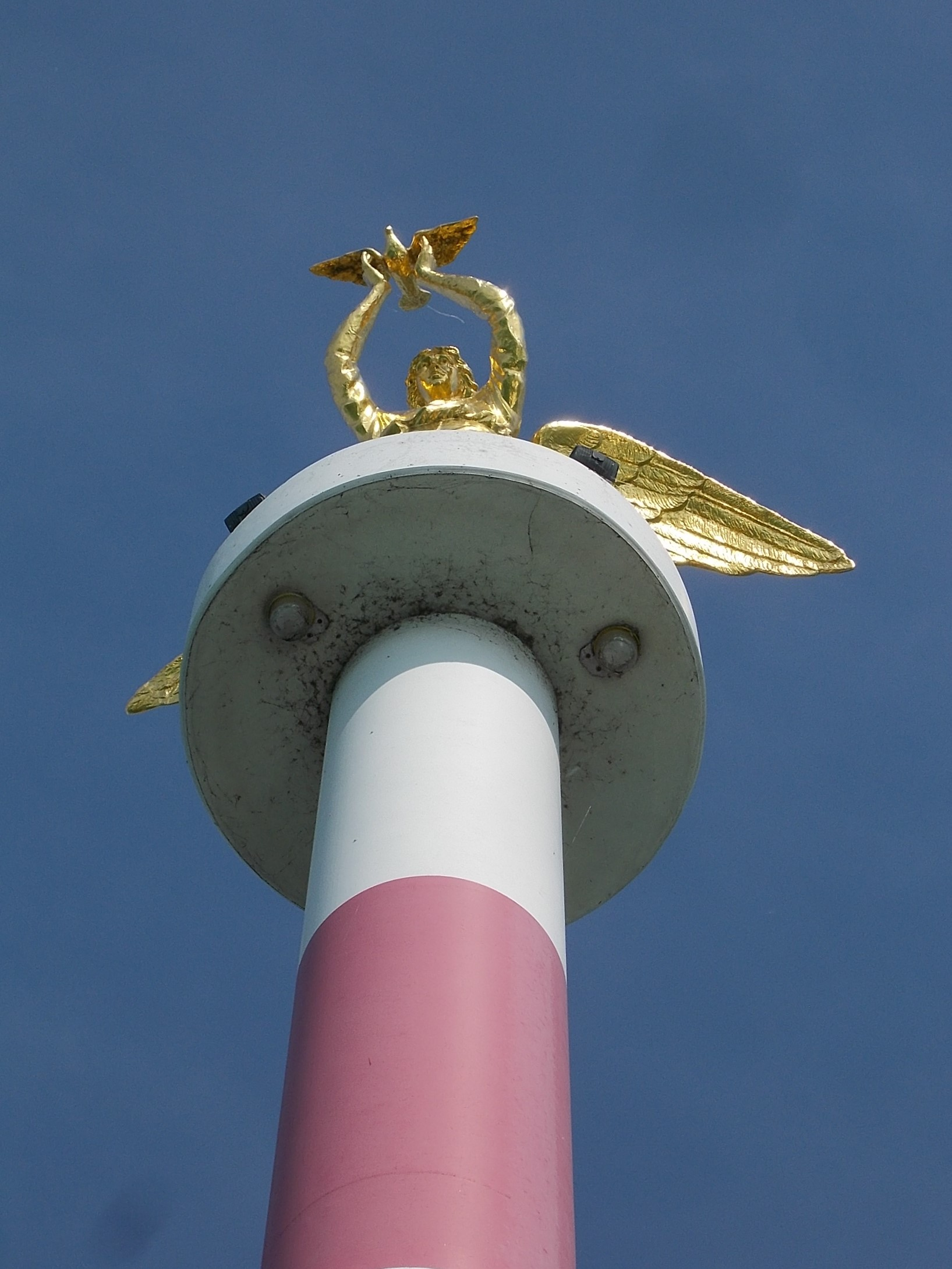
Az emlékmű tetején lévő szobor elölről
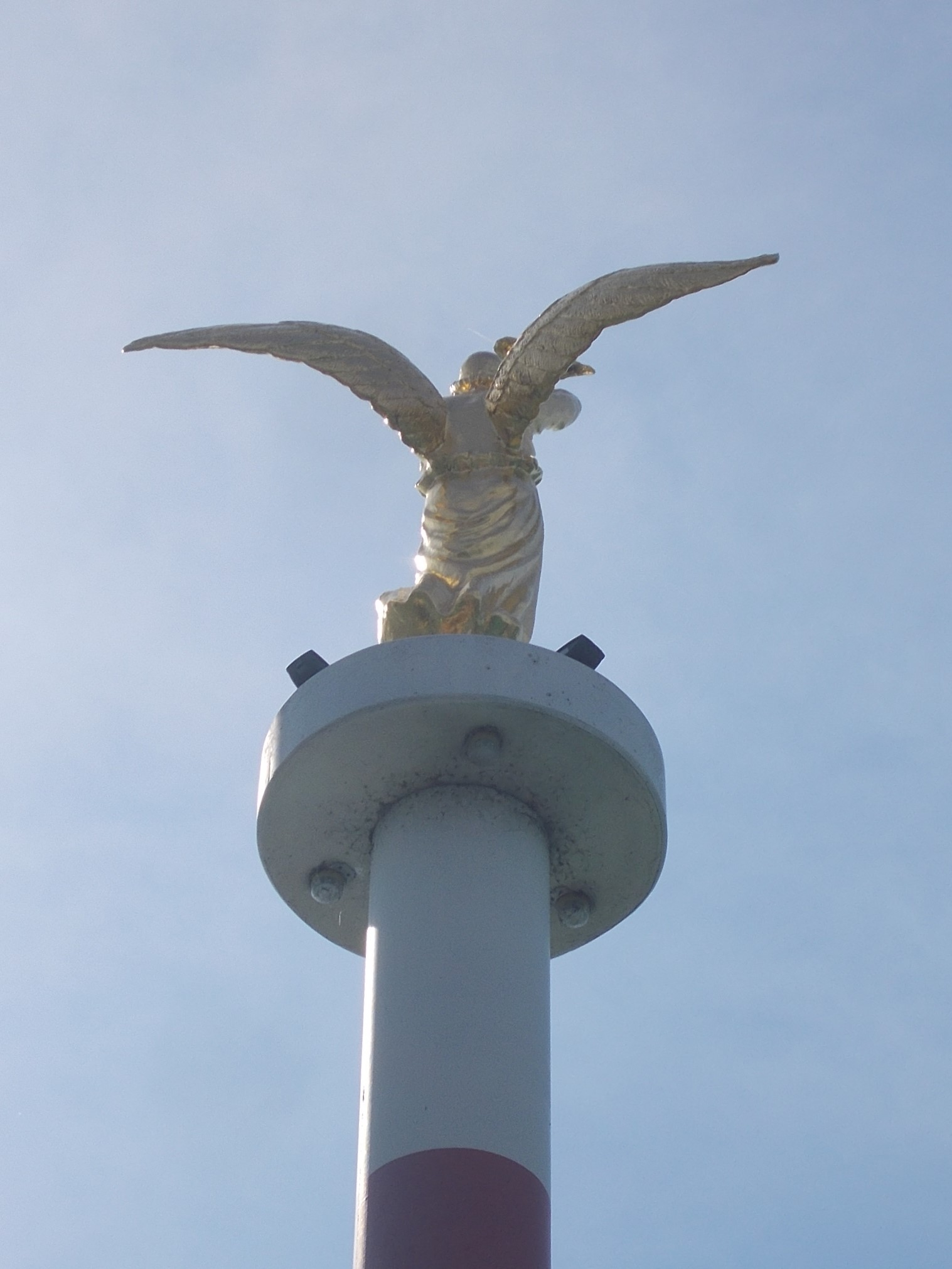
Az emlékmű tetején lévő szobor hátulról
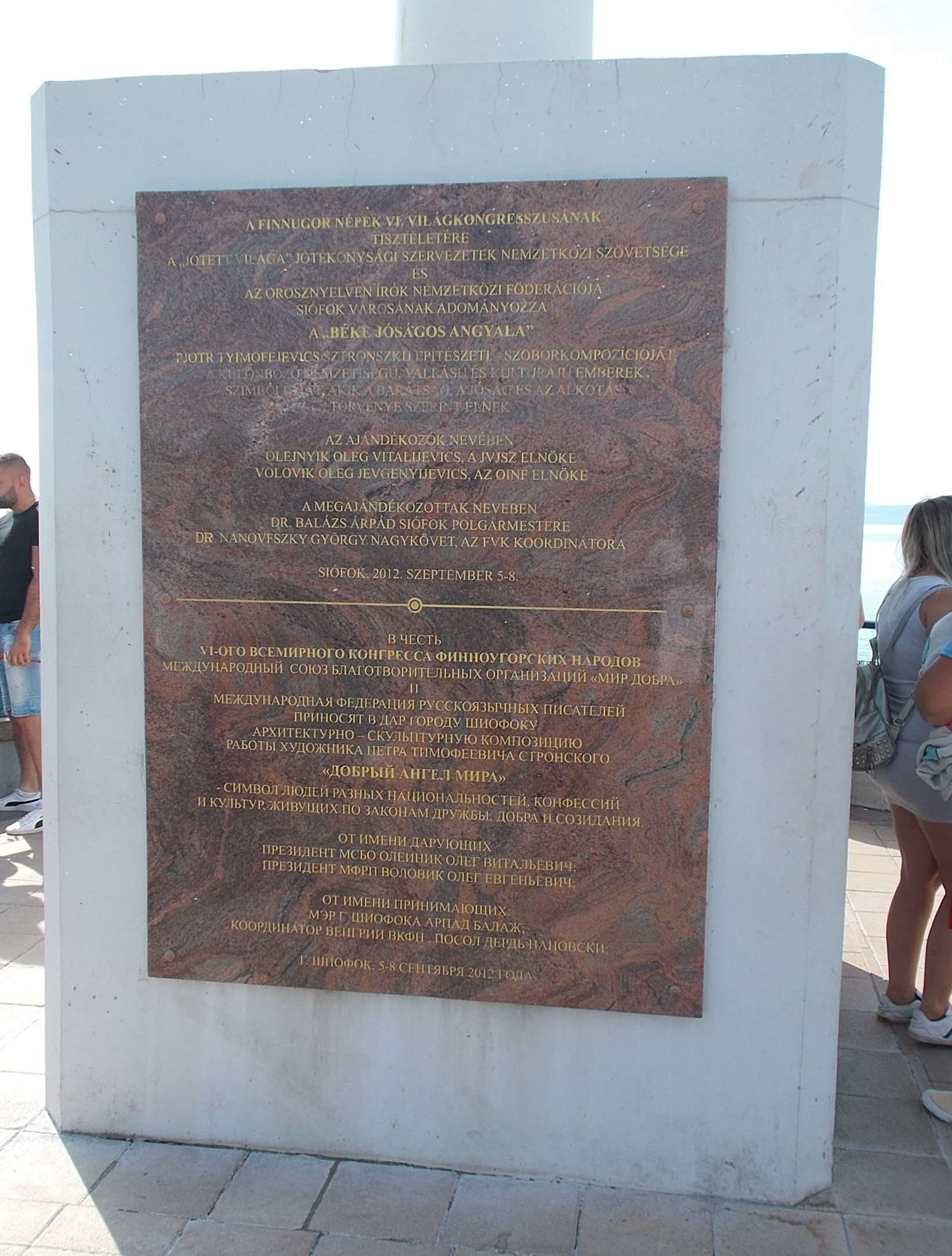
A Finnugor Világtalálkozó tiszteletére készült emléktábla az emlékmű talapzatán

### Hidak
| Név                | Kép | Hídon átmenő út | Sávok száma                     | Áthidalás | Átadás éve | Teljes hossza (méter) | Funkció                                                                 | Sebességkorlátozás | Kerékpárút | Megjegyzés                                                                                                |
| ------------------ | --- | --------------- | ------------------------------- | --------- | ---------- | --------------------- | ----------------------------------------------------------------------- | ------------------ | ---------- | --- |
| Baross híd         |     | Indóház utca    | irányonként egy sáv             | Sió       | 1983       | 50                    | közúti híd a Budapest–Murakeresztúr-vasútvonal hídja és a kikötő között | 50 km/h            | van        | 2020. szeptember 1-én zárták le, a felújítása miatt. 2021. június 21-én nyitották meg.                    |
| Beszédes híd       |     | Fő utca         | irányonként két sáv             | Sió       | 1959       | 40                    | közúti híd                                                              | 50 km/h            | nincs      | A város első közúti hídja a Sió csatorna felett. Korábbi neve: Sió hid.                                   |
| Széchenyi híd      |     | Tanácsház utca  | irányonként két sáv             | Sió       | 1981       | 90                    | közúti híd                                                              | 50 km/h            | van        | A város legfontosabb hídja. Rajta keresztül zajlik a 7-es főút forgalma. Korábbi neve: Tanácsház úti híd. |
| M7-es autópályahíd |     | M7-es autópálya | irányonként két sáv + leállósáv | Sió       | 1971, 2002 | 100                   | autópályahíd                                                            | 130 km/h           | nincs      | |

## Városrészek

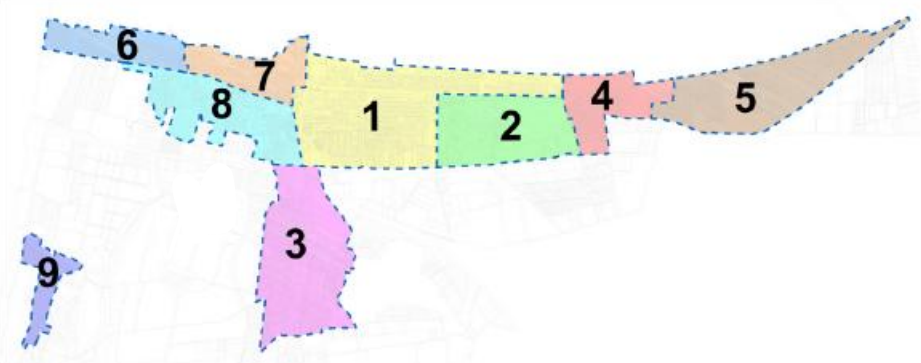
Siófok városrészei: 1. Belváros; 2. Ipartelep; 3. Balatonkiliti; 4. Szabadifürdő; 5. Sóstó; 6. Balatonszéplak; 7. Balatonújhely; 8. Fokihegy; 9. Töreki

### Belváros

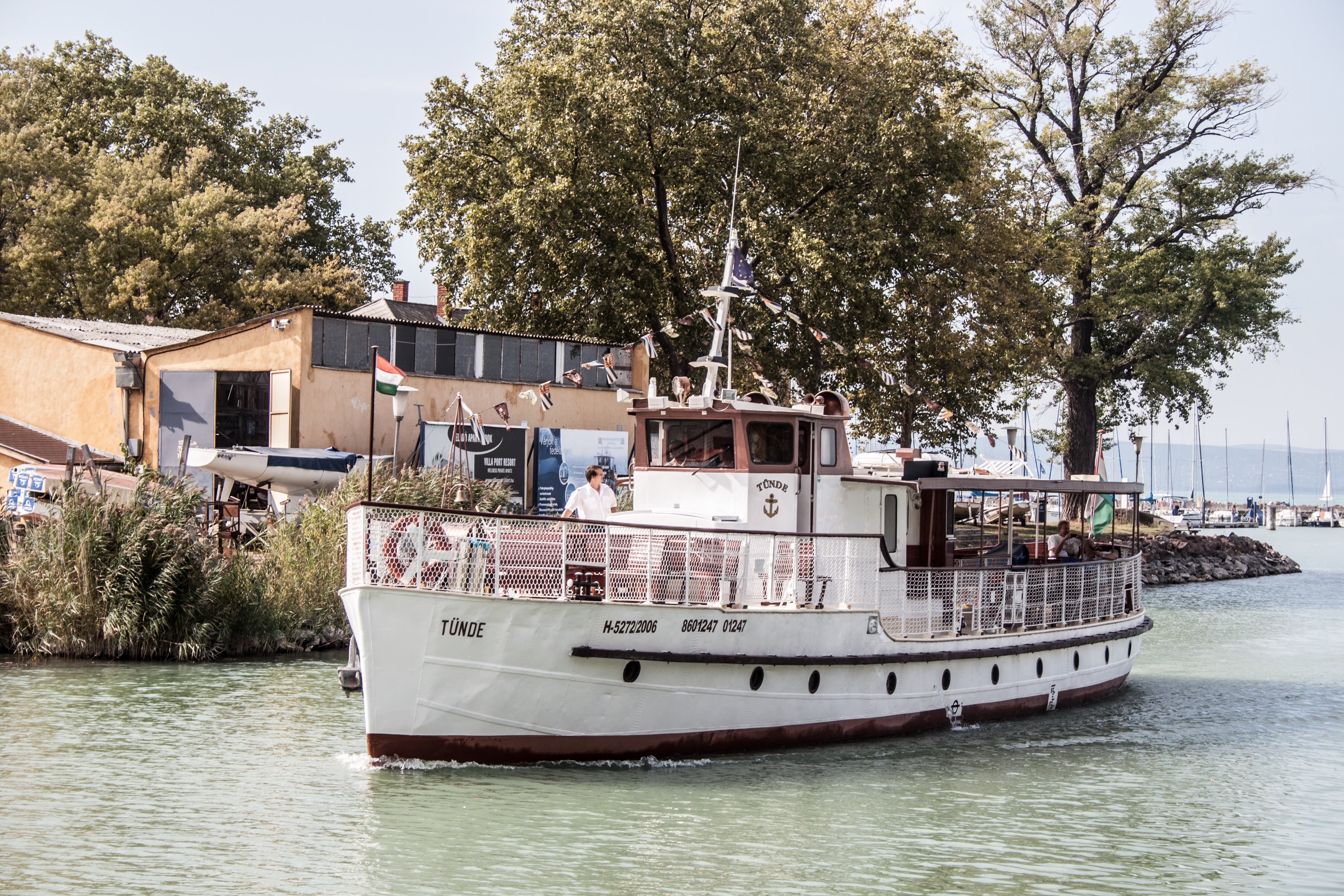
A Tünde érkezése a kikötőbe

Ezen városrész területén feküdt a középkorban Fuk községe, itt helyezkedik el a város legtöbb nevezetessége, a Fő tér, a vasútállomás, a buszpályaudvar, a kikötő és a város híres bulinegyede is. A főtér 2012-es nagy átépítését követően a Fő utca két külön szakaszra szakadt, a forgalmat a Tanácsház utcára terelték, ebből kifolyólag pedig nyugalmas légkört adott a Fő térnek. A Sió Pláza mellett ekkor épült meg a Balatoni Regionális Történeti Kutatóintézet Könyvtár épülete is, közvetlen a Kálmán Imre Művelődési Központ mellé.
Nem messze a Fő tértől található a Millennium park és a vasútállomás történelmi épülete, továbbá az autóbusz-állomás és a városi posta is. Nagyobb forgalmat bonyolít le azonban az imént említett Tanácsház utca. Az irányonként két forgalmi sávos út mentén helyezkedik el a siófoki rendőrkapitányság épülete (amely 2021-2022 között külső felújításon esett át), a DRV és a FGSZ épülete, továbbá két fontos oktatási intézmény épülete (Perczel Mór Gimnázium, Vak Bottyán János Általános Iskola) is.
Míg a városrész déli része kertvárosias, addig a vasútvonalon túl helyezkedik el az üdülőövezet, ahol az ellegáns villák és nyaralók mellett, sok étterem és szálloda épült. Három nevezetes sétány is épült ki itt az idők alatt: a Krúdy sétány, az Isztria sétány, és a Petőfi sétány. Míg az előbbiek inkább a parton helyezkednek el, céljuk pedig a látogatók elbűvölése, addig a Petőfi sétány beljebb található a szórakozónegyed szívében. A teljes egészben éttermekkel, boltokkal és diszkókkal körülvett sétány, a város egyik leglátogatottabb területe. Míg télen szabadon járhatnak itt autók, nyáron a hatalmas tömeg miatt lezárják a forgalom elől.
A Rózsaliget szomszédságában helyezkedik el a Debreceni Egyetem siófoki kampusza, mely a város legfontosabb oktatási intézménye. Nincs innen messze a Plázs, illetve a siófoki óriáskerék sem. Tovább haladva az üdülőövezetben kelet felé, hatalmas hotelek tornyosulnak az utcák fölé. Ezek többsége a 70-es és 80-as években épült, de népszerűségük az idő alatt sem kopott meg.

### Balatonkiliti
A Belvárost délről határolja, a 65-ös főút mentén fekszik. Siófok legnagyobb kertvárosi területe, a Belváros és Sóstó után pedig a város harmadik legnagyobb területű városrésze. Határaként érinti a Sió, északi részén pedig az M7-es autópálya szakítja le a Belvárostól. Északi részén épült ki Siófok bevásárlóközponti csomópontja, Park Center néven. Déli részén helyezkedik el a Siófoki Nemzetközi Repülőtér, melynek forgalma folyamatos, de leggyakrabban az ejtőernyősök használják. A település külön történelmet írt egészen 1968-ig, ekkor elrendelték Kiliti Siófokhoz csatolását.

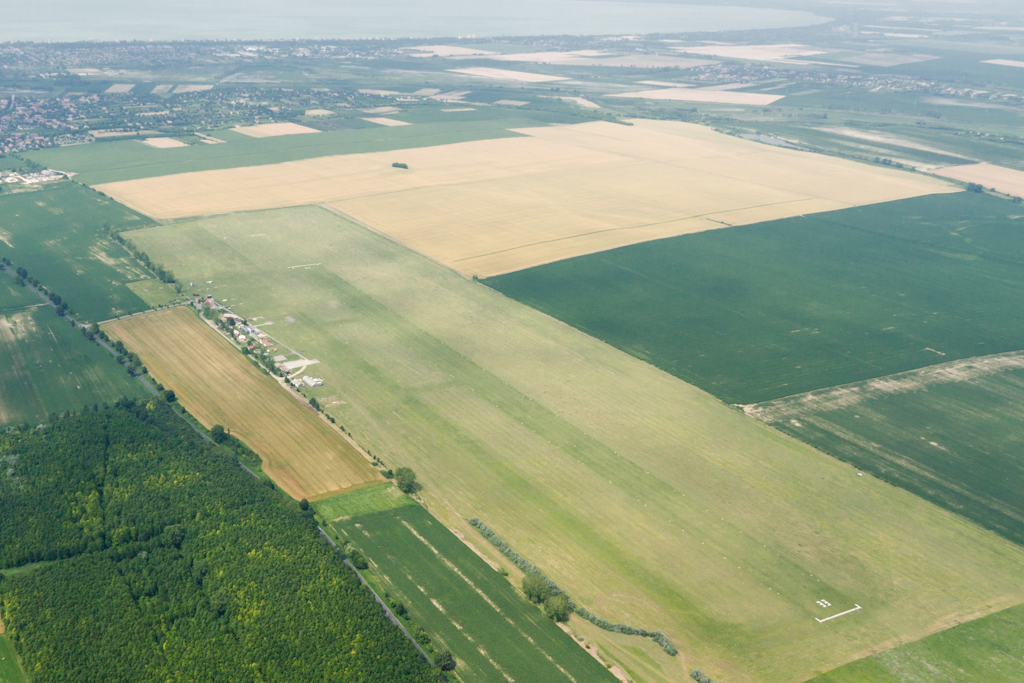
A siófoki reptér

### Sóstó
A város legkeletibb része, mely mára már egybeépült a szomszédos Balatonvilágossal. Nevét a parttól nem messze elhelyezkedő Sóstó nevű állóvízről kapta, mely a tihanyi Belső-tóhoz hasonlóan, itt sem táplálja a tavat egyetlen forrás sem, ugyanis a környező domboldalakról lefolyó víz élteti. A Balaton szintjénél néhány méterrel magasabban fekvő tó, fürdésre nem, de csónakázásra és horgászatra kiválóan alkalmas. Vadvilága igen élénk, ugyanis a partot körben nádas övezi. Sóstó balatonparti területe nagyon népszerű, többek között a 300 m hosszan húzódó, lassan mélyülő, homokos talajú szabadstrandjai miatt. Külön autópálya lehajtóval rendelkezik.

### Fokihegy
Főleg a szocializmusban létesített lakóparkok tarkítják a környéket. A Belvárostól nyugatra található, balaton-parti szakasszal nem rendelkezik. Maga a terület magaslatra épült, innen is ered a neve. Itt található meg a Siófoki Kórház és Rendelőintézet, amely kellemes parkosított helyen fekszik. Az 1968-ban létesült intézmény folyamatos fejlesztése eredményeként, ma meghatározó helyet foglal el a terület betegeinek gyógyításában. A Balaton-déli part, és a Siófoki járás legfontosabb egészségügyi épületegyüttese. Fokihegy keleti részén helyezkedik el az Siófok KC sportcentruma és sportcsarnoka, valamint a "Kochrobi"-nak becézett lakónegyed, mely a szocialista rendszernek megfelelően panellakásokkal tarkított. Emellett viszont jelenleg is népszerű lakótelep a magas arányú zöld felület miatt. Nem messze innen található a Siófoki SZC Krúdy Gyula Techikum és Gimnázium épülete is. Nyugati részén található a híres Sió-Eckes Kft. üzeme.

### Szabadifürdő
A Belváros és Sóstó között elterülő üdülőövezet. Nagy népszerűségnek örvend, ugyanis amellett hogy ez Siófok egyik legkisebb városrésze, itt található az egyik legnagyobb szabadstrand. A strand nem csak kellemes parkos jelleggel rendelkezik, de számos stéggel is. Míg északi része teljes egészében üdülőövezet, délen kertvárosi hangulatot áraszt. Az M7-es szomszédságában áll a Balatonszabadi rádióállomás, mely 146 m-es magasságával a város legmagasabb építménye. Nevétől függetlenül Siófok közigazgatásába tartozik. Szabadifürdő legdélibb sarkában helyezkedik el a Bella Állatpark Zoo. Az állatbarát környezetben tartott állatok, a park egész területén fellelhetőek.

### Balatonszéplak
Siófok legnyugatibb városrésze, mely mára teljesen egybeépült a fesztiváljairól híres Zamárdival. 1938-ig Balatonkiliti része volt, ezután szakadt el. 1950-ben viszont Siófokhoz csatolták. Rendezett, tiszta és rendkívül zöld strandjai miatt nagyon népszerű hely, mára strandjait az Ezüstpart néven illetik.

### Balatonújhely
Balatonszéplak és a Belváros között terül el, melynek teljes egésze üdülőövezet. Keleti részén helyezkedik el a BAHART kikötő, melyet a Vitorlás utcáról lehet megközelíteni. Nyugati részén pedig a Siófoki SZC Baross Gábor Technikum és Szakképző Iskola épülete fekszik, mely fontos oktatási intézménye Siófoknak. Déli részén halad el a vasút.

### Töreki
Siófok városának központjától távol elszakadva helyezkedik el az erdőben, Balatonszéplaktól délre. A középkorban Tureg nevezetű település, mely a 20. századig Kilitihez hasonlóan külön településként létezett, ezután csatolták Siófokhoz. A Pannon-tenger levonulását követő korai pleisztocén idején kialakult lösz dombok között, a Balatonra merőlegesen húzódó völgyben helyezkedik el. Itt halad át a dél-dunántúli piros turistaútvonal is. A közel 300 hektáros föld legfontosabb értéke a Cinege-patak, mely Siófok környékének egyetlen Balatonba torkolló, élővizet szállító vízfolyása. A patak forrásvidéke úgyszintén védett. A terület jellemzője az élőhelyek nagy változatossága: tó, száraz gyep, üde kaszáló, mocsár és erdő. Ez a változatosság sok értékes élőlény életterét biztosítja. A turistáknak két pihenőhelyet is van módjuk felkeresni: a tóközi és cinegei pihenő.

## Turizmus

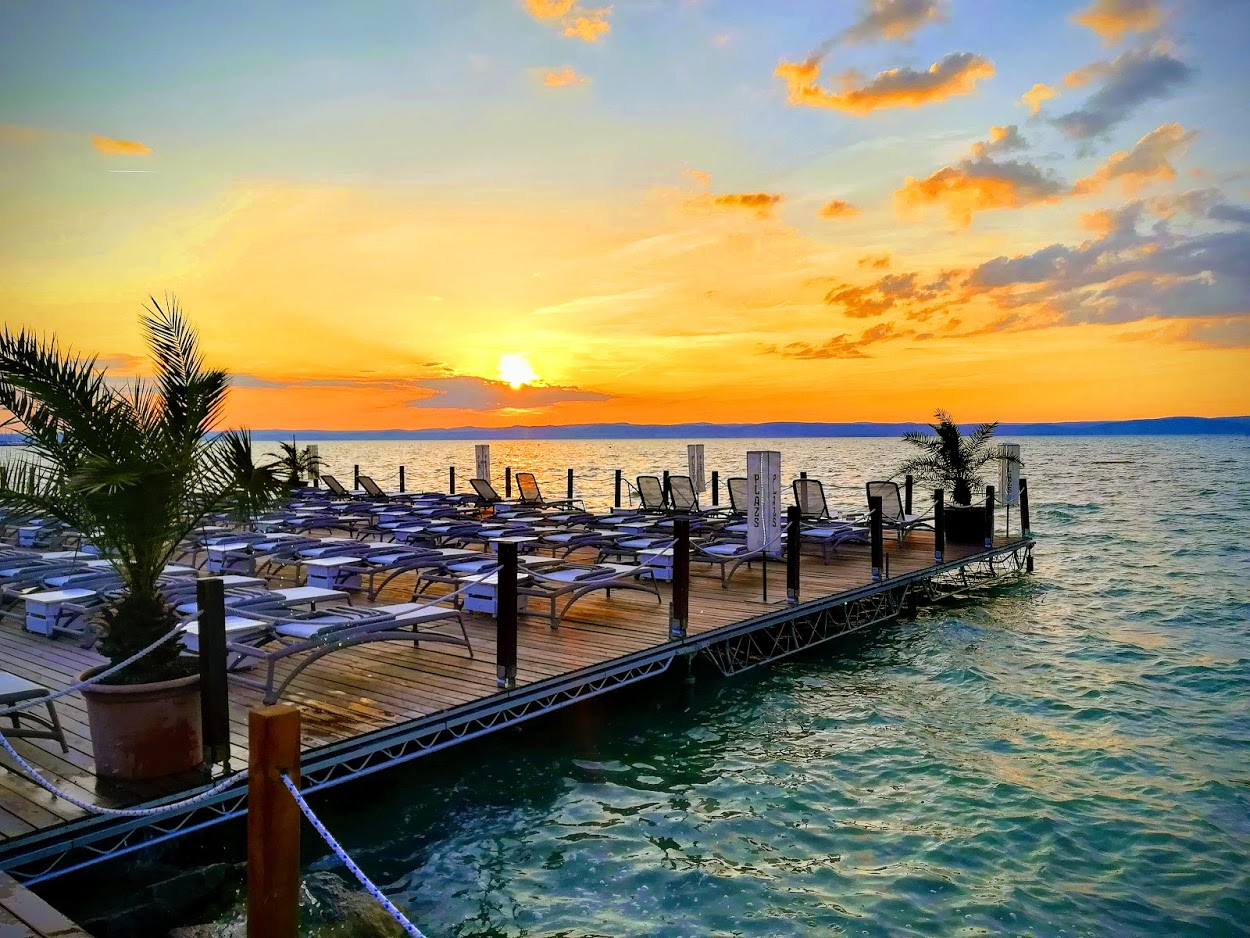
A siófoki strand (plázs)

Kereskedelmi szálláshelyek tekintetében belföldi 440 ezer és a külföldi vendégek 221 ezer a városban eltöltött vendégéjszakával 2018-ban Magyarország hatodik / nyolcadik legnépszerűbb települése lett. Legnagyobb küldőpiacai Németország, Ausztria és Csehország. A siófoki Nagystrand a Balaton egyik legnagyobb és leglátogatottabb strandja. Befogadóképessége 13.500 fő, területe több, mint 8 hektár, Balaton parti szakasz hossza pedig 670 m. A város belépős strandjai mellett összesen közel 8 kilométeren szabadstrand várja a vendégeket.

### Látnivalók
- Víztorony
- Evangélikus templom
- Dualizmus kori villák:
  - Jókai-villa
  - Thanhoffer-villa
  - Karinthy-villa
- Sarlós Boldogasszony-templom
- Sió-zsilip
- siófoki BAHART kikötő
- Petőfi sétány
- Isztria sétány
- Krúdy sétány
- Rózsakert
- Jókai park
- Millennium park és vasútállomás
- Óriáskerék
- Meteorológiai obszervatórium (tervezte: Molnár Péter)A Makovecz Imre által tervezett Evangélikus templom

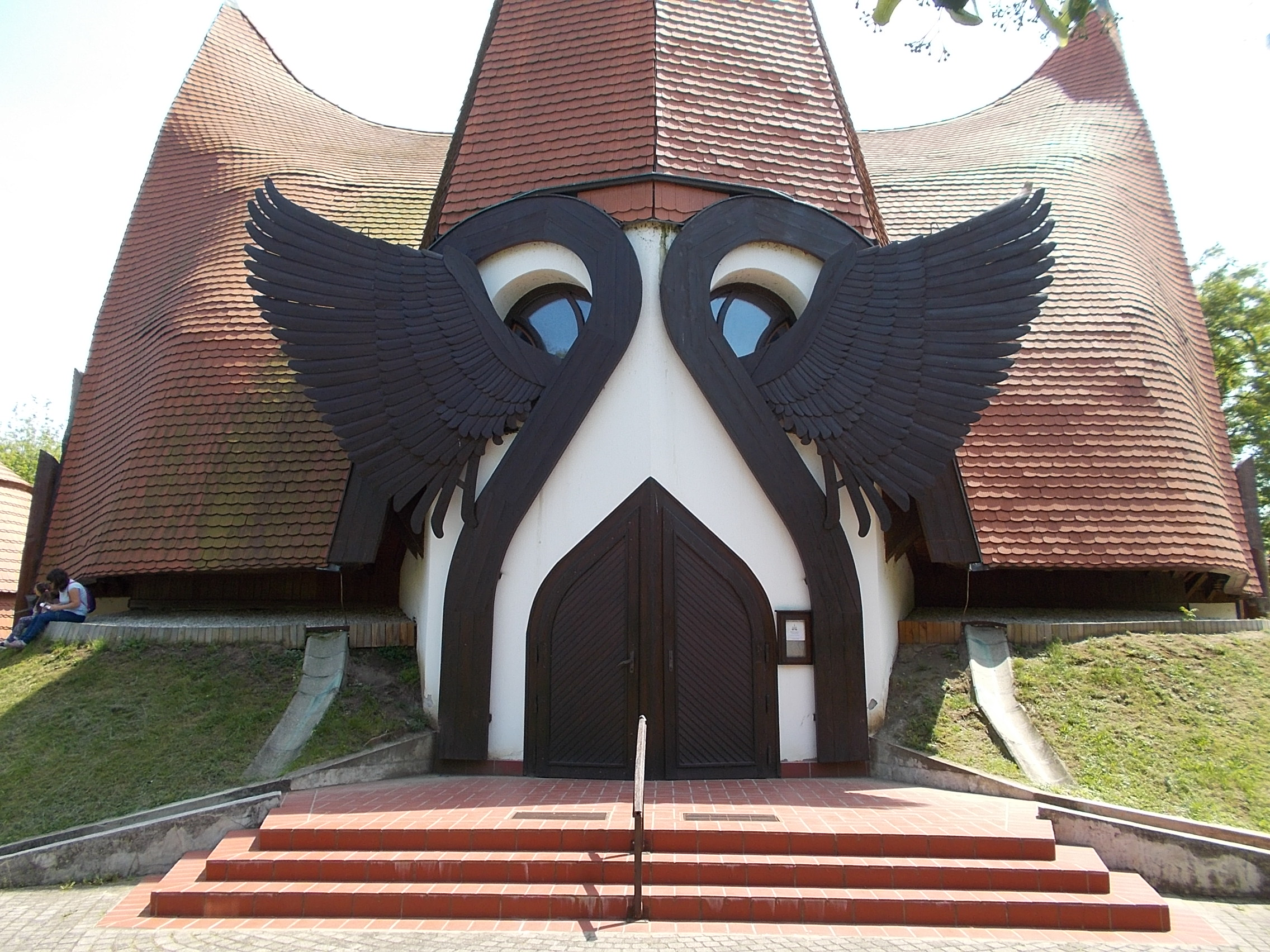
A Makovecz Imre által tervezett Evangélikus templom

### Múzeumok, kiállítások

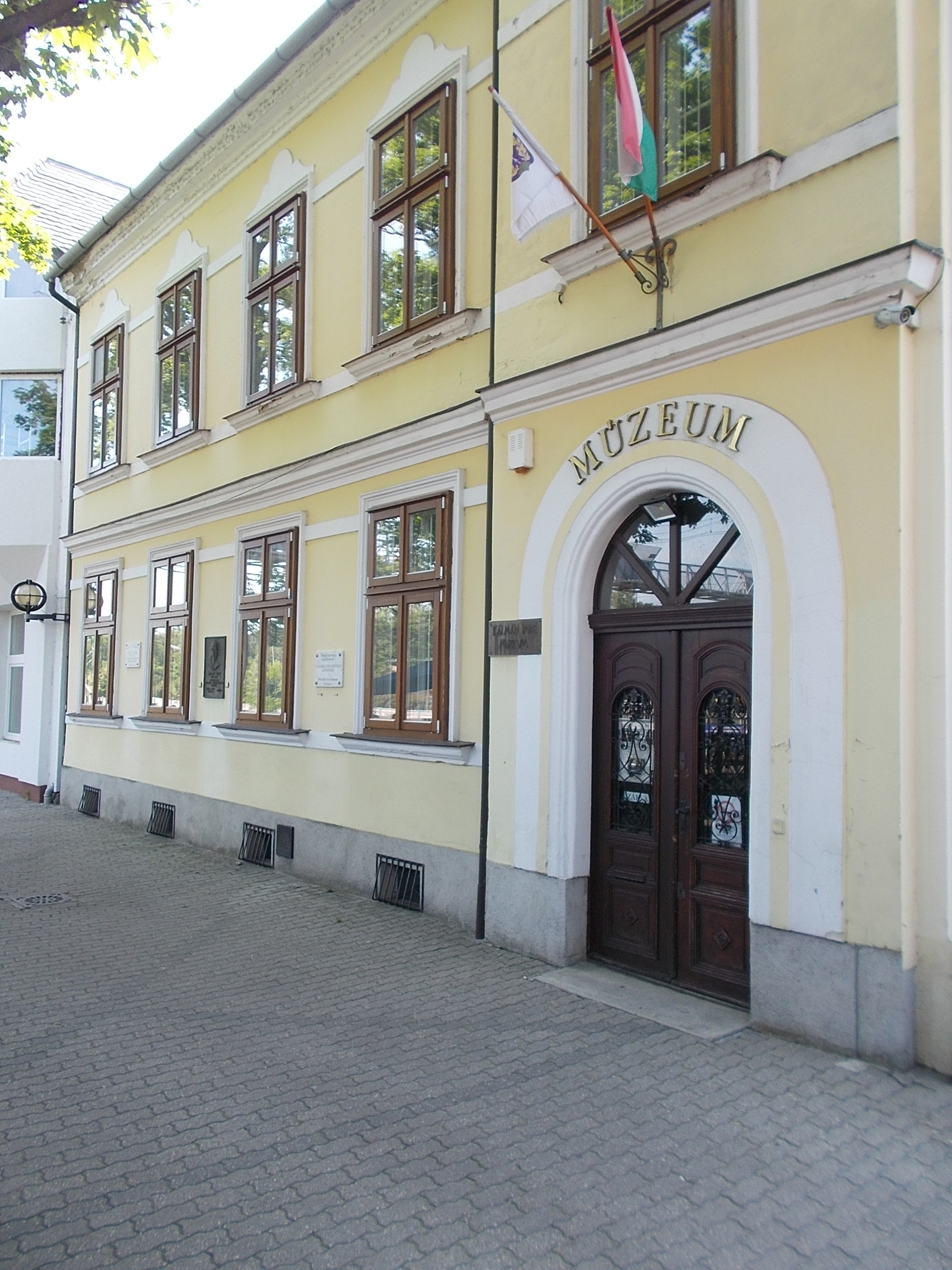
Kálmán Imre szülőháza (ma múzeum)

- Kálmán Imre kulturális központ
- Kálmán Imre Múzeum
- Ásványmúzeum
- Jordán Galéria
- Szilfa Galéria

### Kikapcsolódás, éjszakai élet

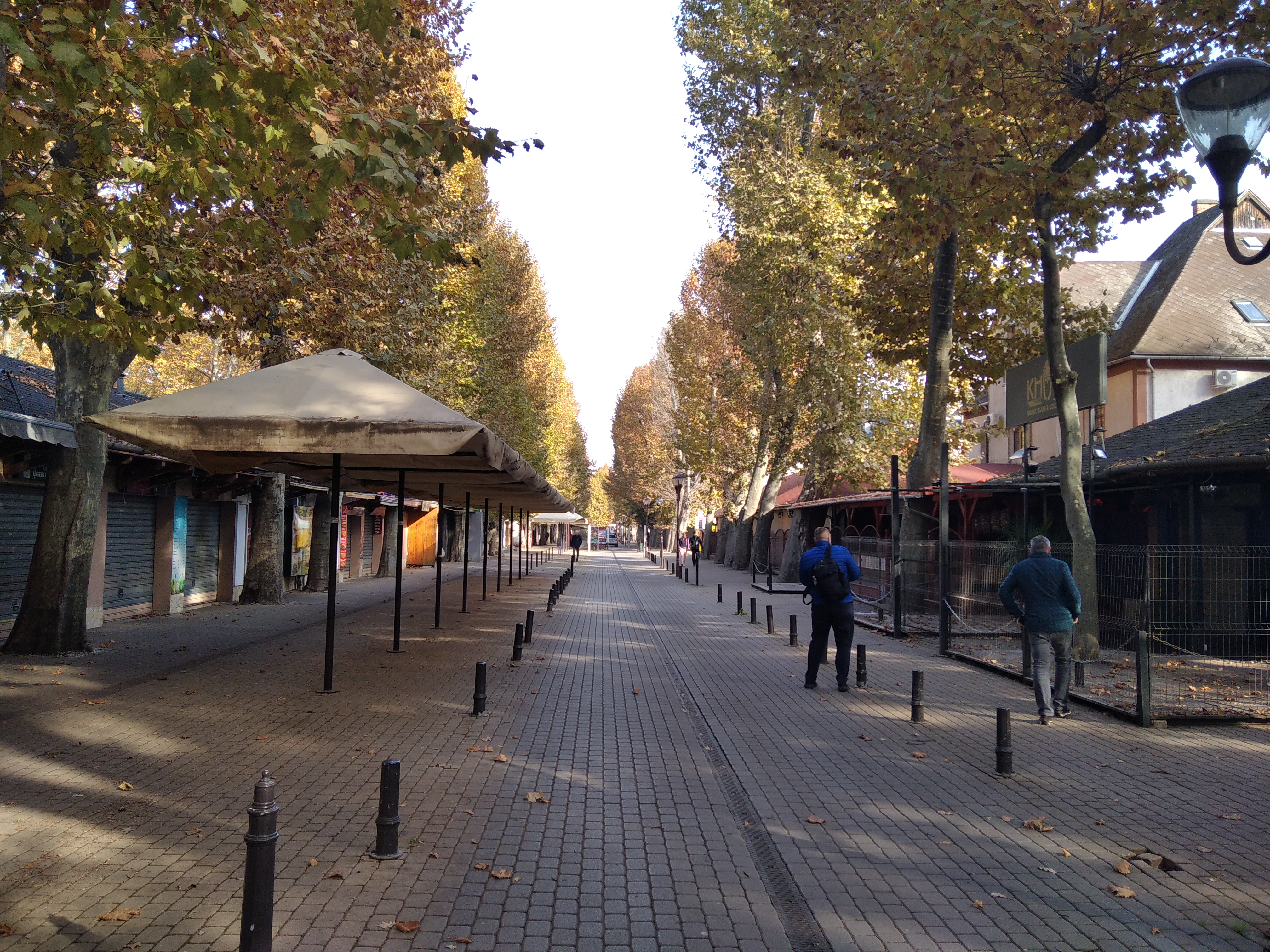
A nyáron zsúfolt Petőfi sétány ősszel és télen szinte teljesen üres

A város híres a nyüzsgő éjszakai életéről, amelynek a központja a kikötő közelében található Petőfi Sétány.

#### Orion-bár
Siófok egyik legnagyobb nevezetessége az Orion-bár volt. 1971-ben épült Márton István tervei alapján, az egykori Press Club részeként a Magyar Újságírók Országos Szövetségének területén. Nevét Az Orion űrhajó fantasztikus kalandjai című, nyugat-német sci-fi tévésorozat űrhajójáról kapta, amelynek az alakját idézi az épület egyedi formája. A 90-es évektől diszkóként üzemelt, majd a világviszonylatban is különleges épület sokáig elhagyatottan állt. Tervek készültek az épület megmentésére és a bár újraindítására, de az épület szerkezete elhanyagoltsága miatt megmenthetetlenné vált. 2014 augusztusában elbontották.

## Oktatás

### Általános iskolák
- Beszédes József Általános Iskola
- Vak Bottyán János Általános és Művészeti Iskola
- Széchenyi István Általános Iskola
- Széchenyi István Általános Iskola (Balatonkiliti)

### Középiskolák
- Perczel Mór Gimnázium
- Krúdy Gyula Szakközépiskola
- Baross Gábor Szakközépiskola

### Felsőoktatás
- DE Siófok Campus

## Híres siófokiak

### Díszpolgárok[45]
- Apáti János zenepedagógus, az Apáti Dixieland Együttes vezetője
- Császár Levente református lelkész
- Csiszár Elek festőművész
- Farkas Sándor sebész
- Holl Ferenc, a Történelmi Nemzetőrség altábornagya
- Kálmán Imre zeneszerző, karmester
- Kenedy Ferenc tanár, helytörténész
- Kopár István hajózási igazgató
- Kresák János belgyógyász, gasztroenterológus
- Matyikó Sebestyén József író, költő
- Muzsinszki Nagy Endre festőművész
- Oláh Vilmos sebész
- Timár Imre karnagy
- Varga Ferenc orvos, a Magyar Kórházszövetség volt elnöke
- Varga Imre Kossuth- és Herder-díjas szobrászművész
- Viczián Antal sebész, orvos-igazgató
- Wirth János katolikus plébános
- Zachemski Ferenc gépészmérnök
- Zákonyi Ferenc Siófok volt főjegyzője

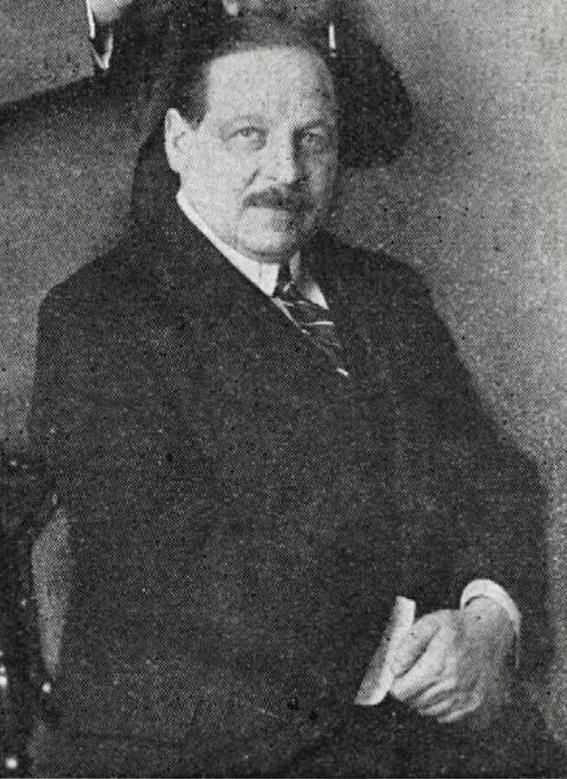
A Siófokon született a világhírű zeneszerző és karmester, Kálmán Imre

### Más hírességek
- Bihari Puhl Levente képzőművész
- Csizinszky Éva rádiós műsorvezető
- Jani Réka Luca teniszezőnő, olimpikon
- Karácsonyi Illy, színésznő, énekesnő.
- Máté Krisztina televíziós műsorvezető, főiskolai docens
- Regőczy Krisztina olimpiai ezüstérmes, világbajnok műkorcsolyázó
- Révész Géza zenepszichológus
- Róka Antal olimpiai bronzérmes távgyalogló
- Sallói Dániel válogatott labdarúgó
- Sági Szilárd „gasztrokibic”, televíziós műsorvezető
- Schruff Milán színész
- Szapudi András író, újságíró
- Tóth Kriszta televíziós műsorvezető
- Vincze Lilla énekesnő, szövegíró|  |

## Siófok az irodalomban
- Siófok az egyik helyszíne Gárdonyi Géza Hosszúhajú veszedelem című regényének.
- Siófok az egyik (érintőlegesen említett) helyszíne Lipták Gábor Sajkások serege című, s a balatonfüredi író Amiről a kövek beszélnek című novelláskötetében szereplő történelmi novellájának.Tilos az alkoholfogyasztás a város közterein

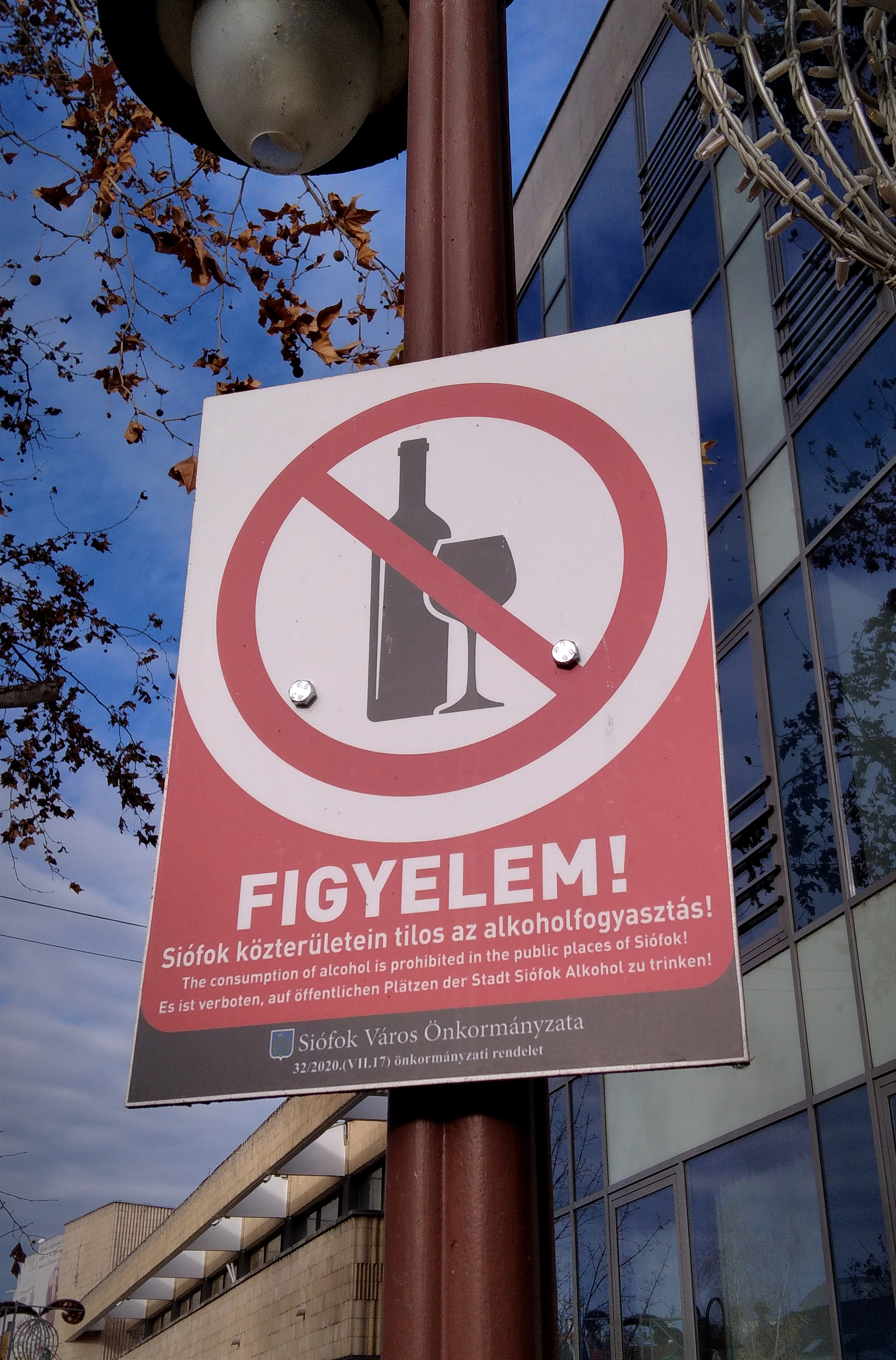
Tilos az alkoholfogyasztás a város közterein

## Testvérvárosok
- Oulu, Finnország
- Gyergyószentmiklós, Székelyföld
- Netánja, Izrael
- Waldheim, Németország
- Pärnu, Észtország
- Poreč, Horvátország
- Walnut Creek, USA, Kalifornia
- Saint-Laurent-du-Var, Franciaország
- Brenna, Lengyelország
- Bad Kissingen, Németország

## Galéria

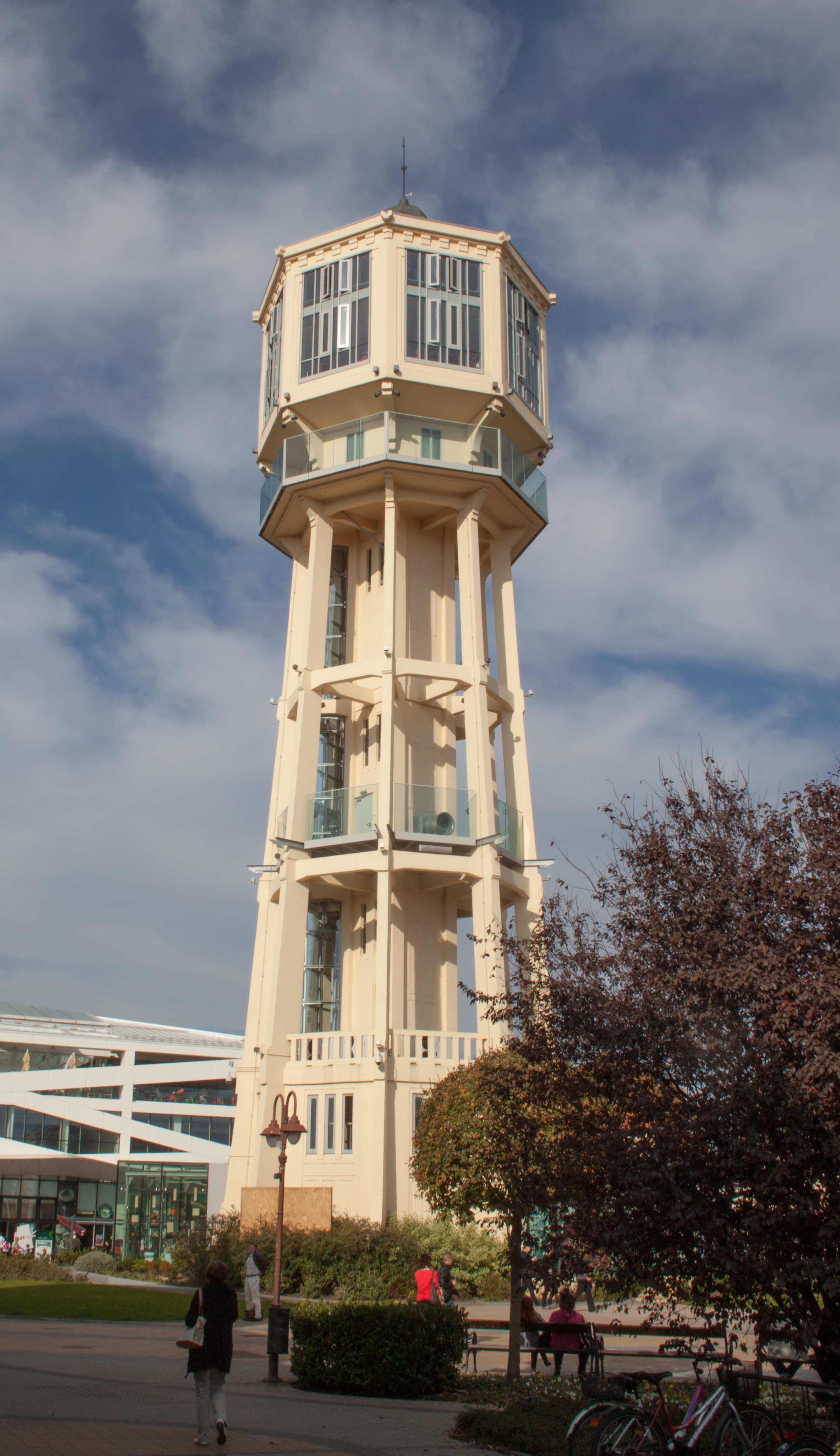
A víztorony
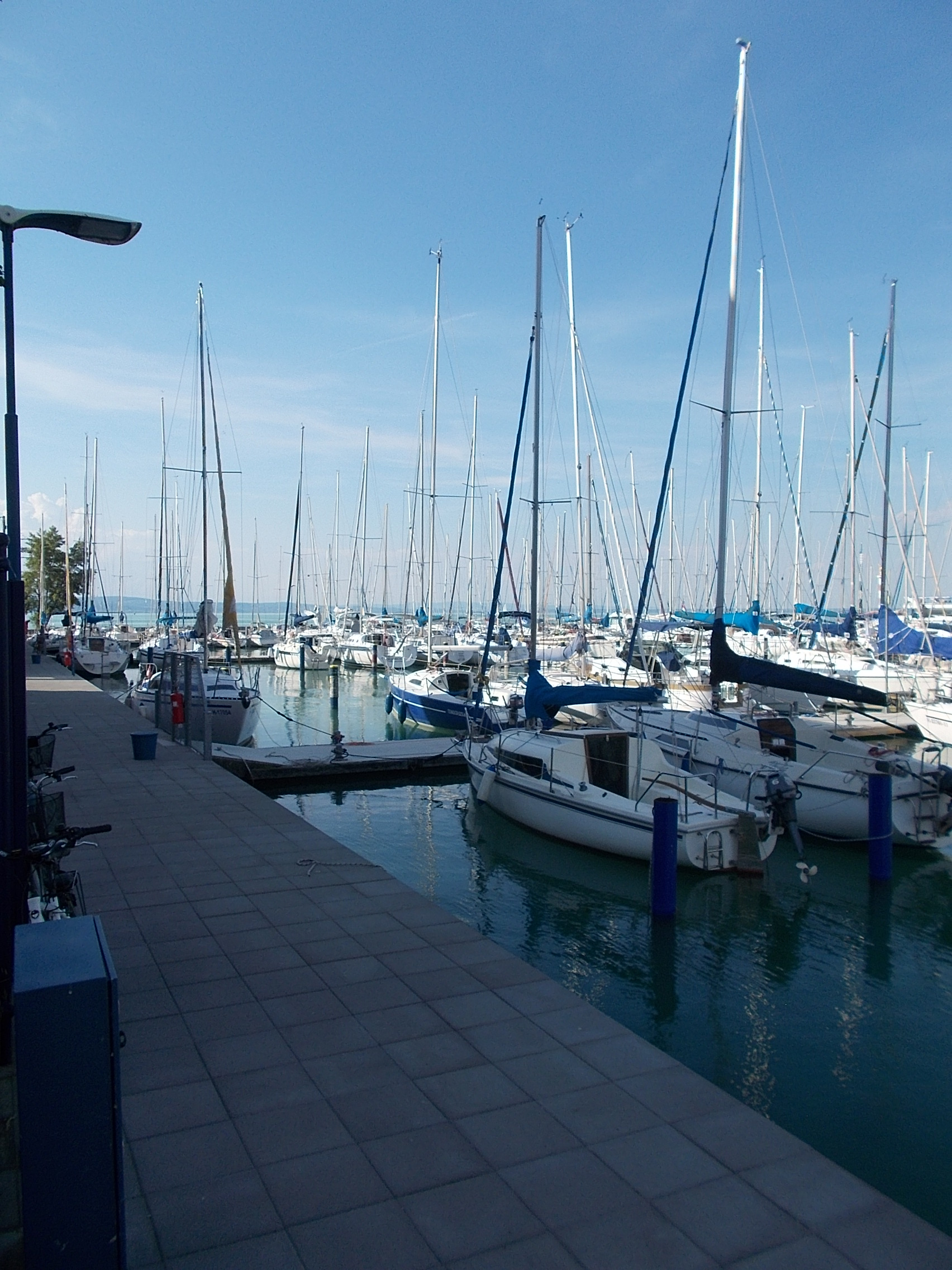
A Vitorlás utcai vitorláskikötő
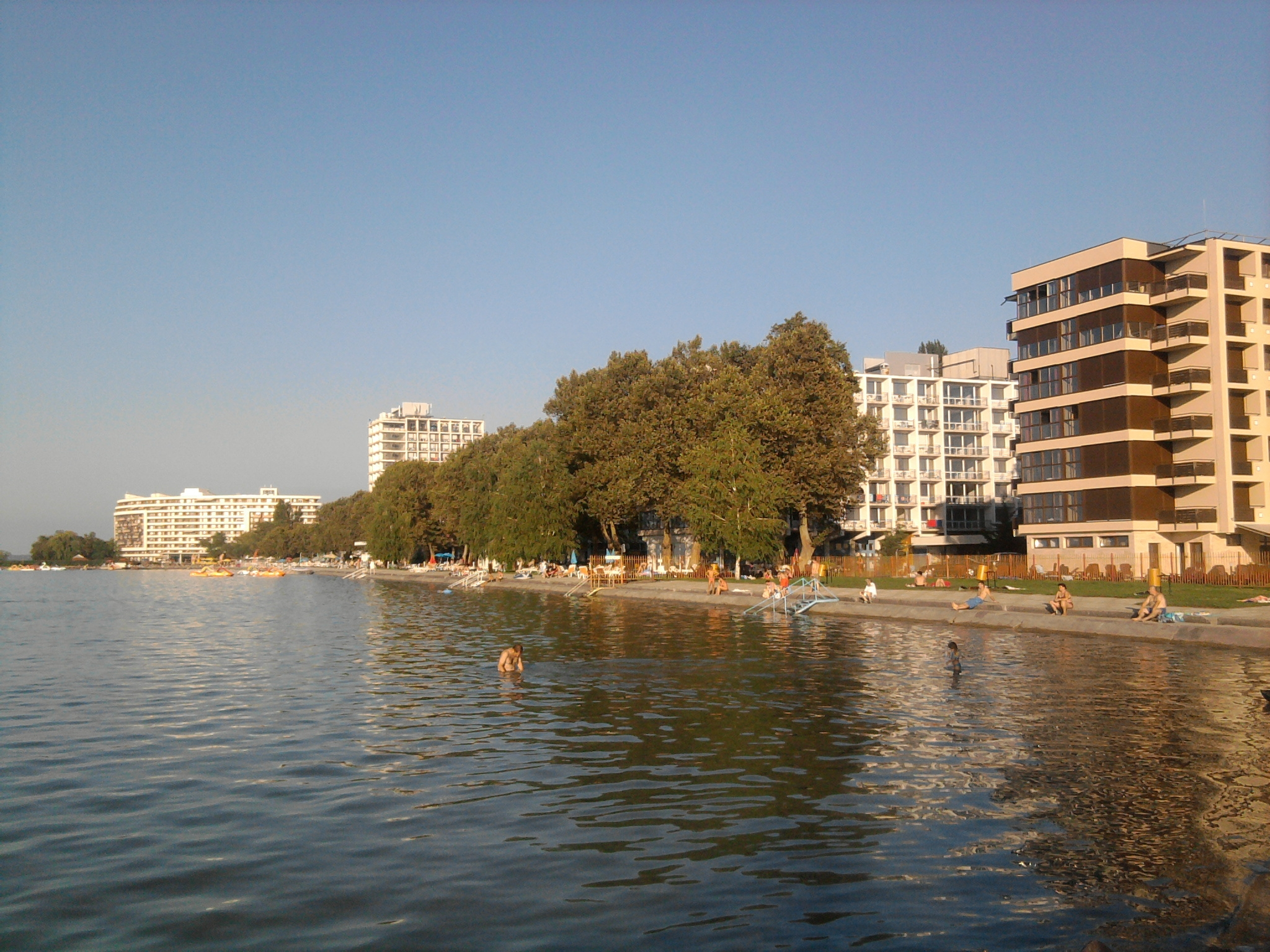
Az Aranypart szállodasora
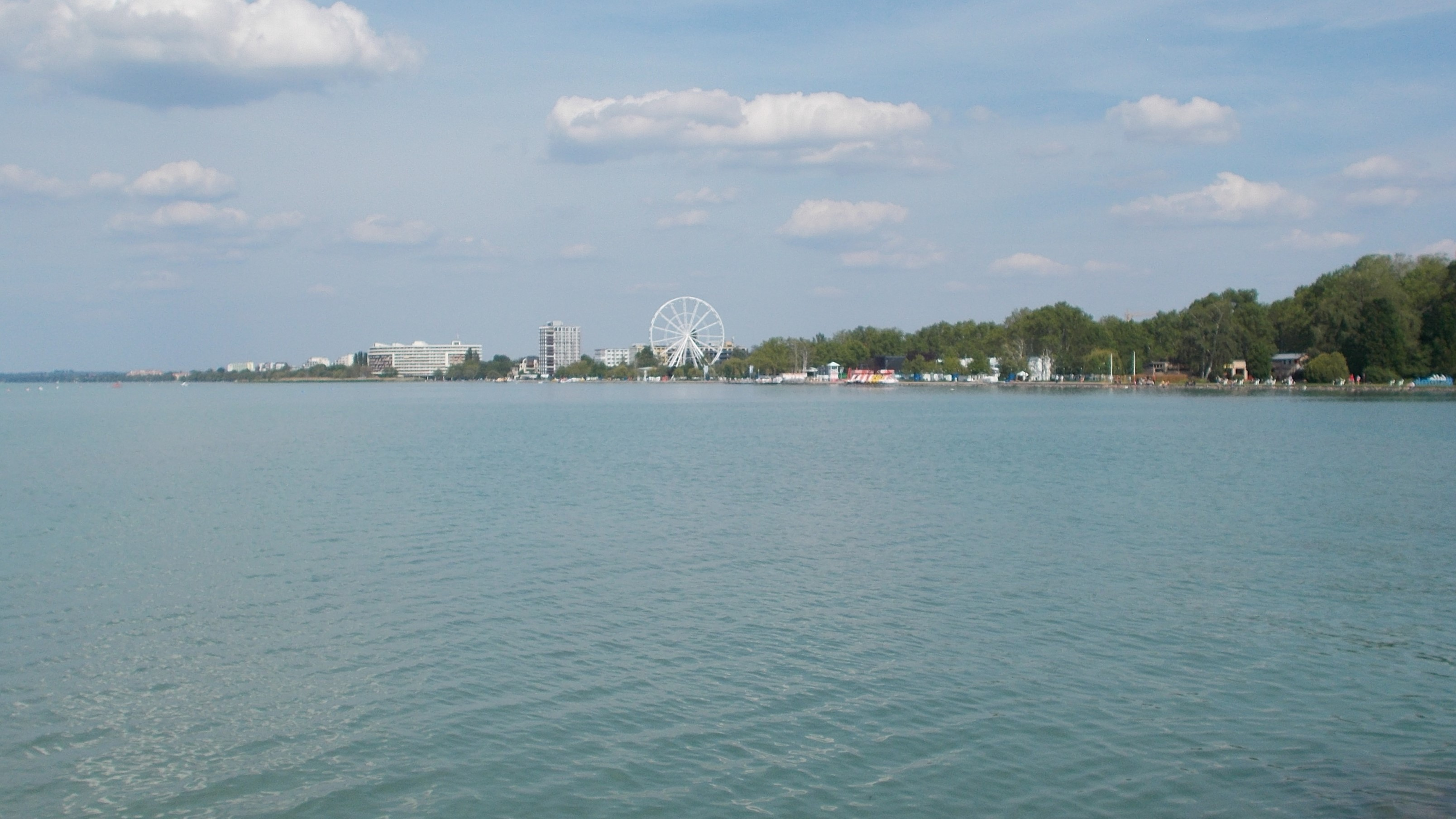
A Plázs, háttérben az óriáskerékkel
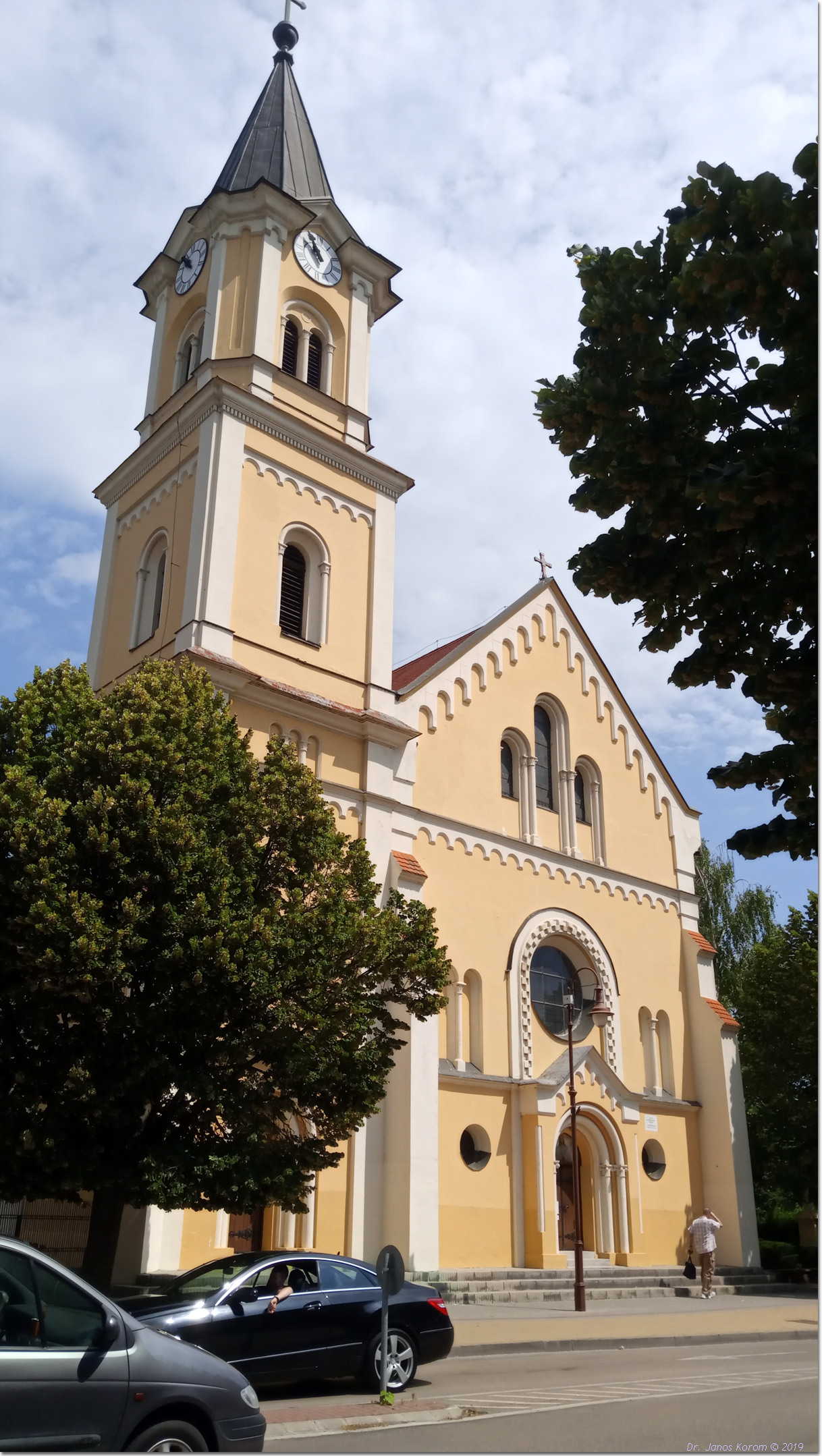
A Sarlós Boldogasszony-templom
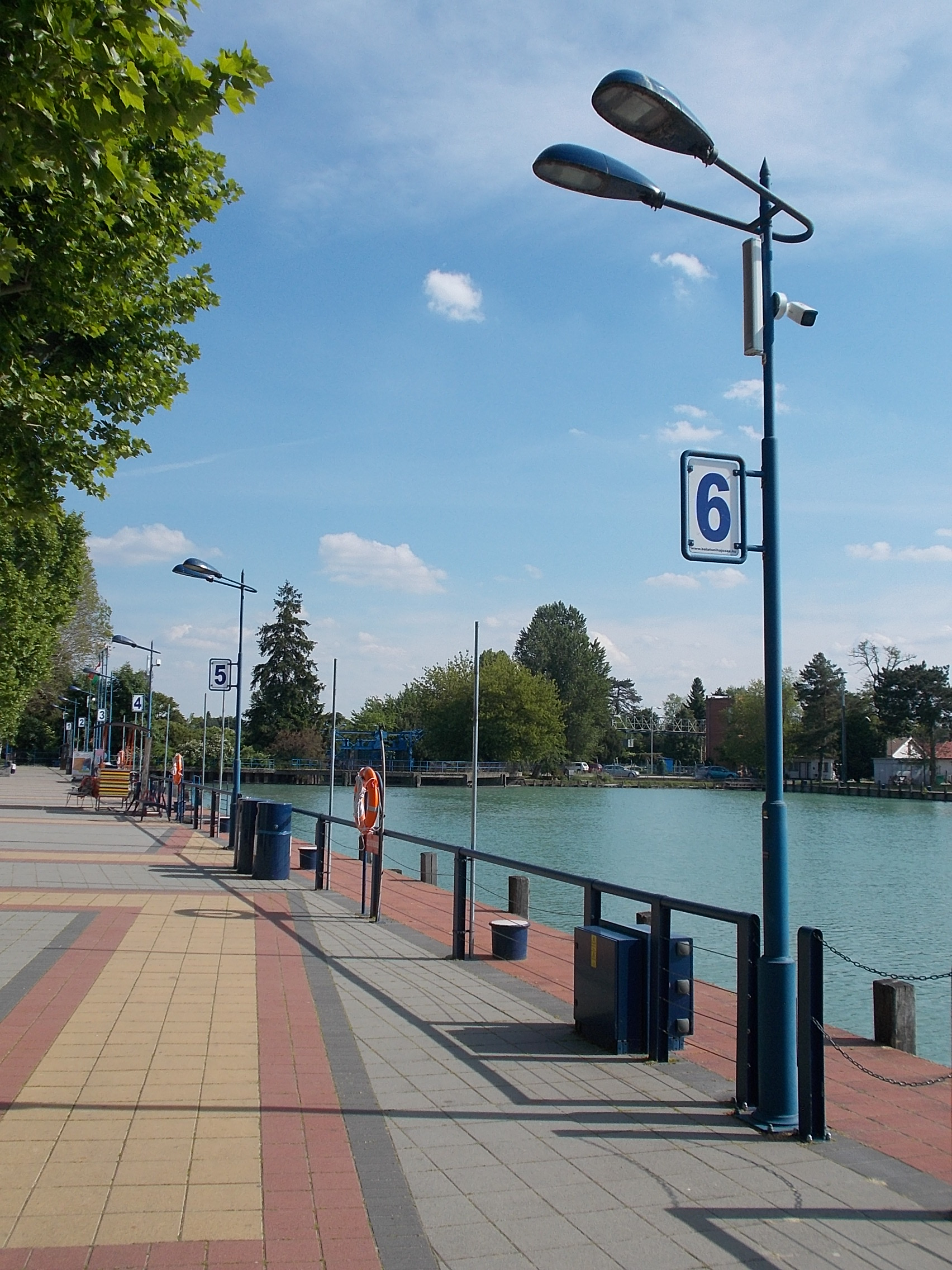
A hajóállomás
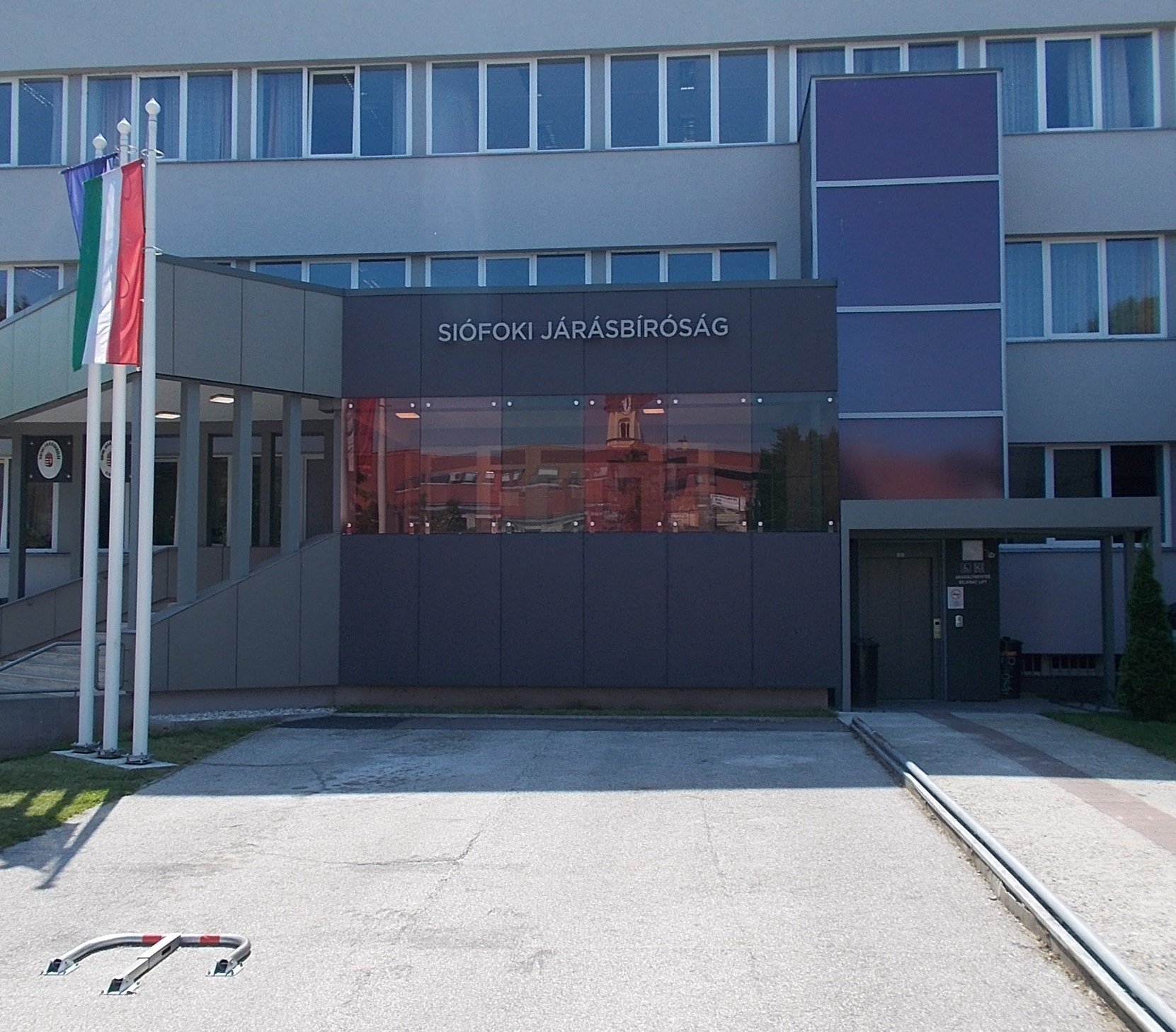
A siófoki járásbíróság épülete
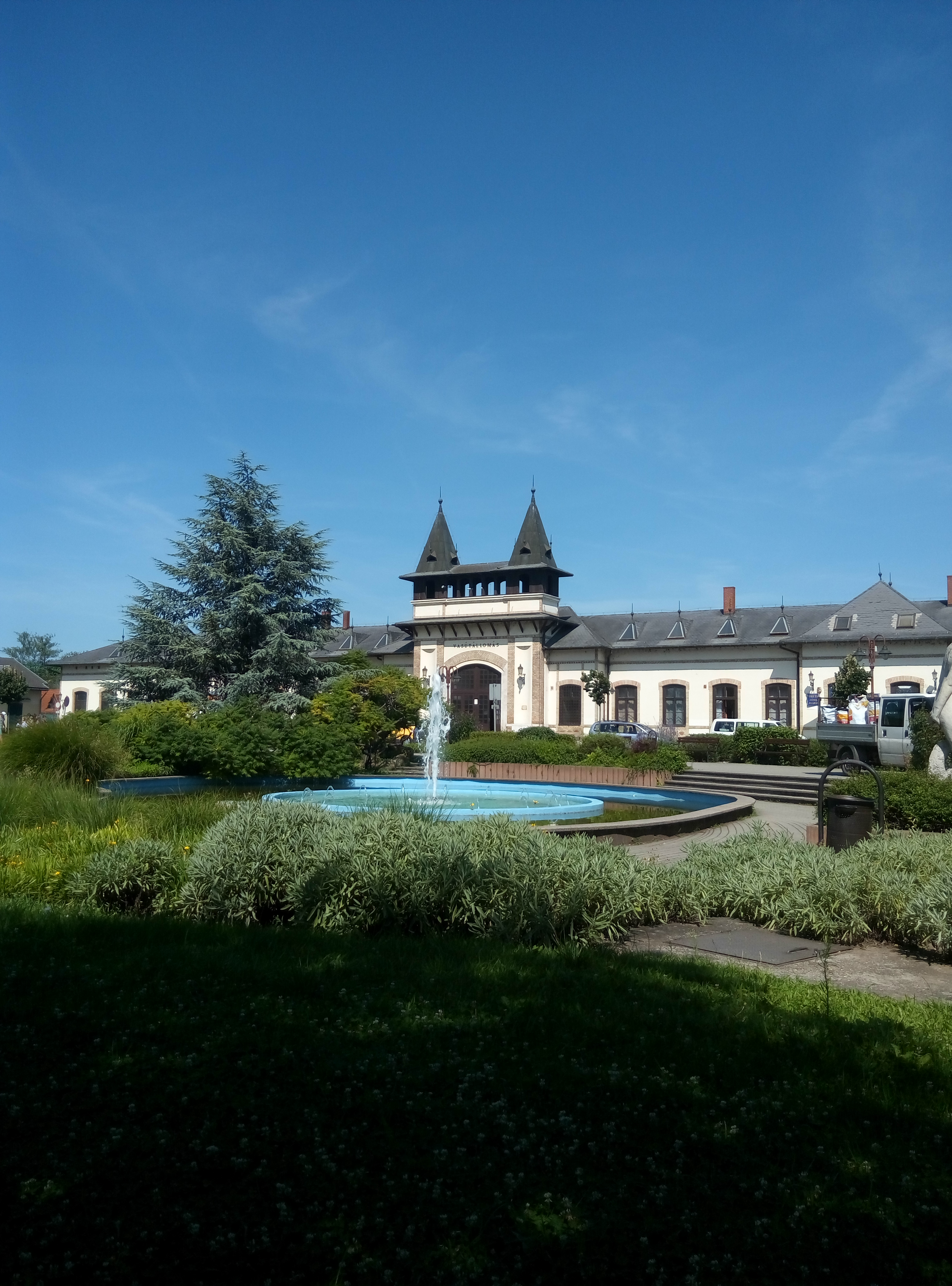
A Millenium park és a vasútállomás
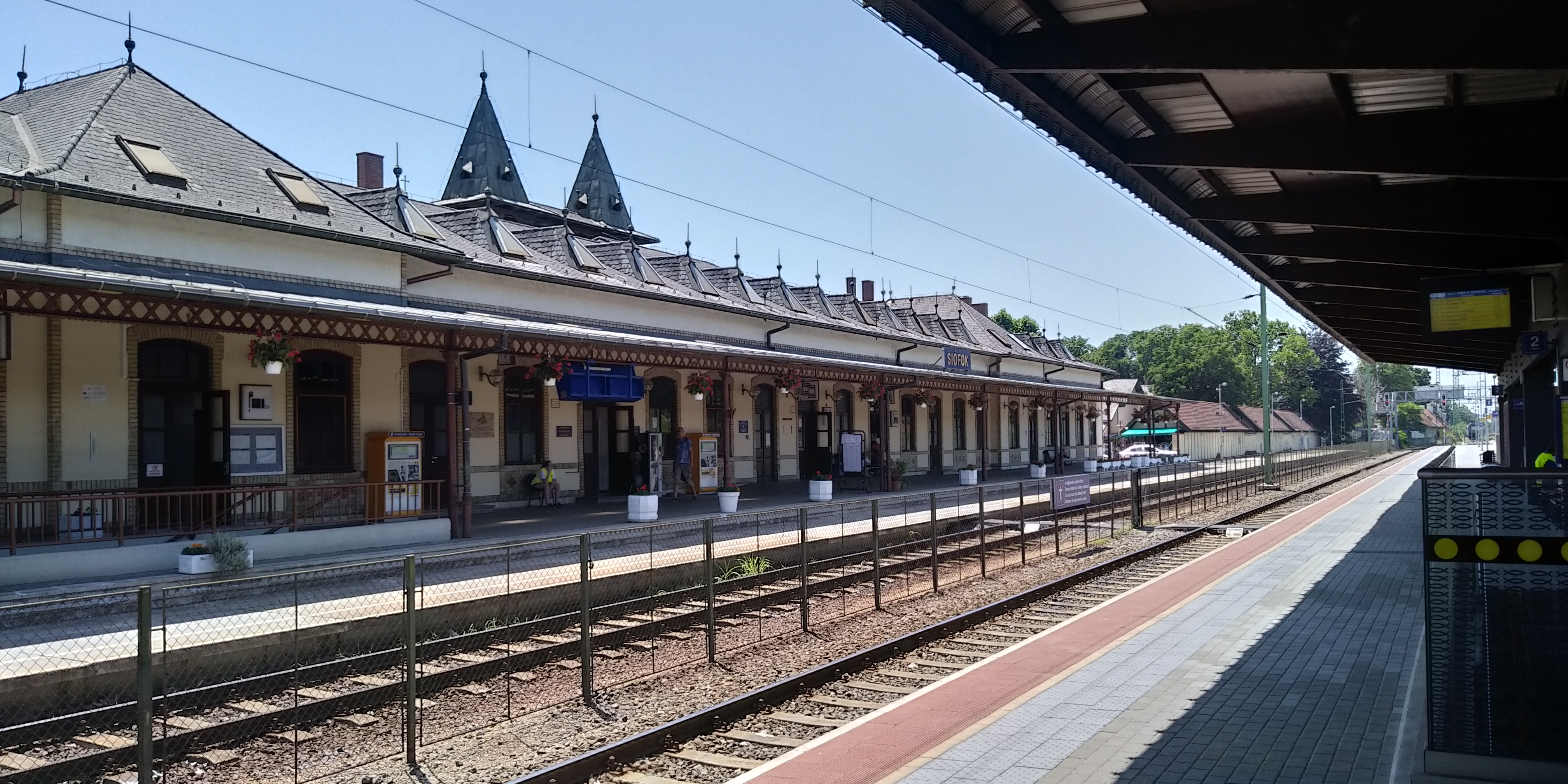
A vasútállomás vágányok felőli része
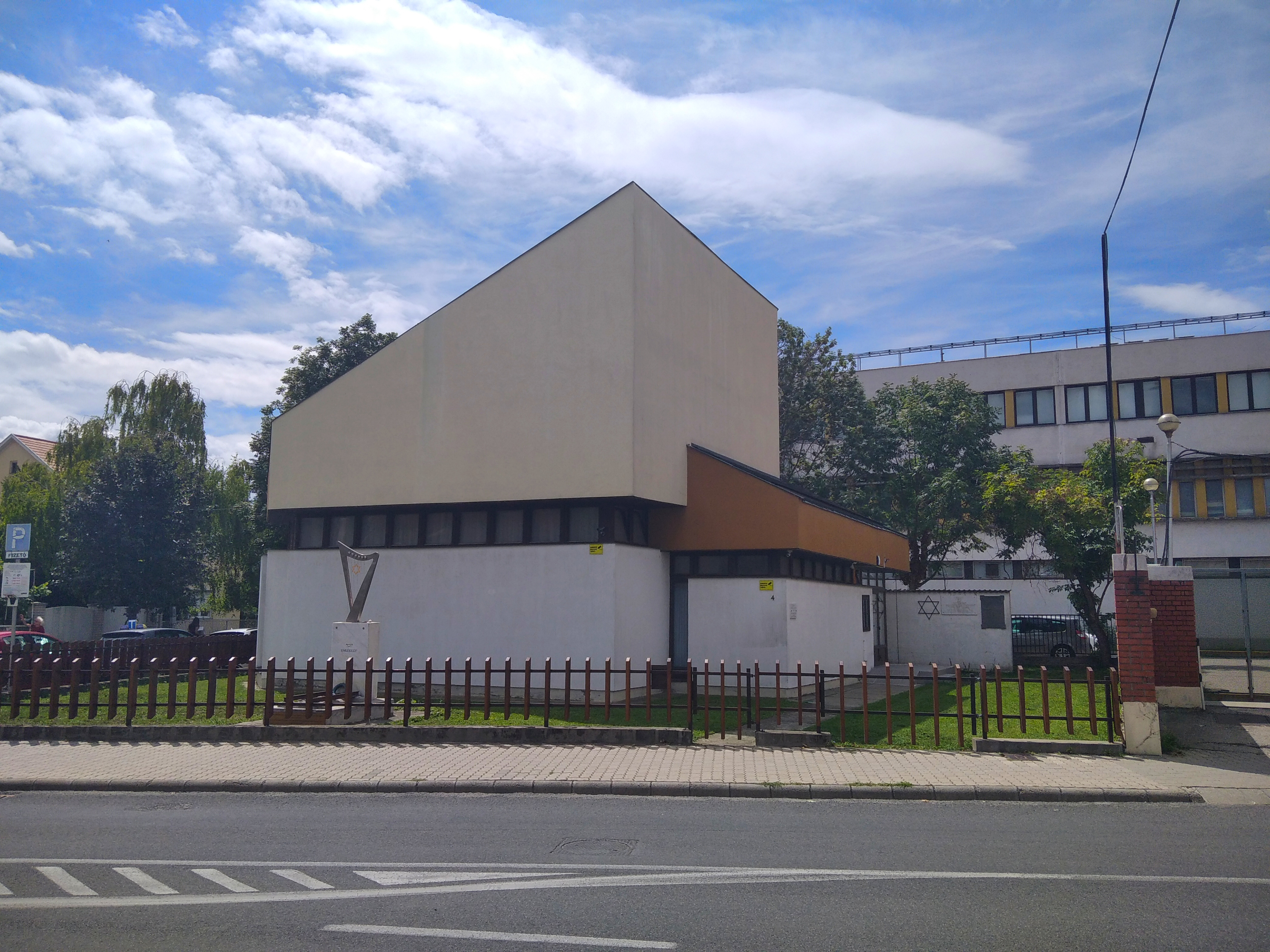
Az új zsinagóga épülete
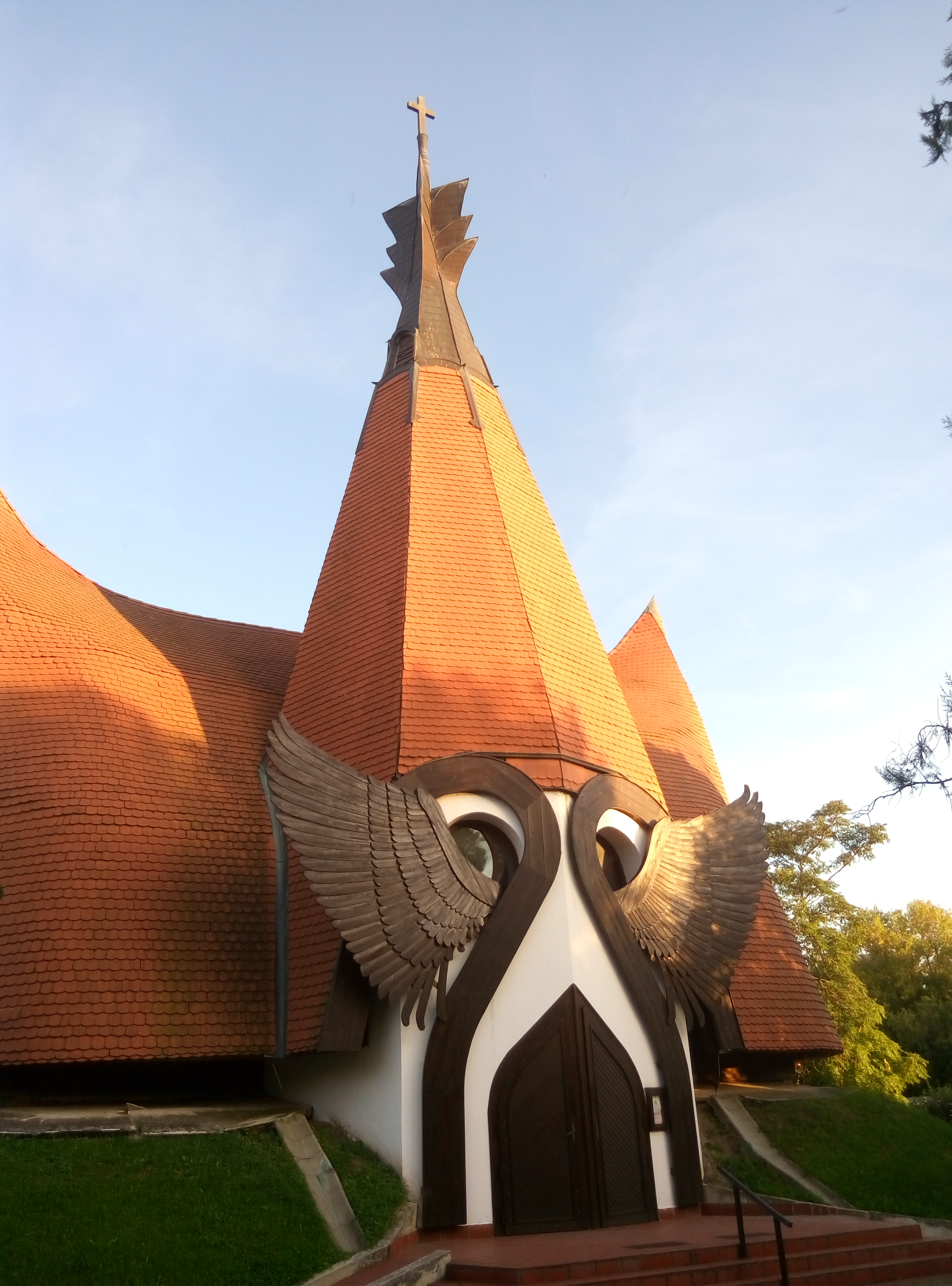
Az evangélikus templom
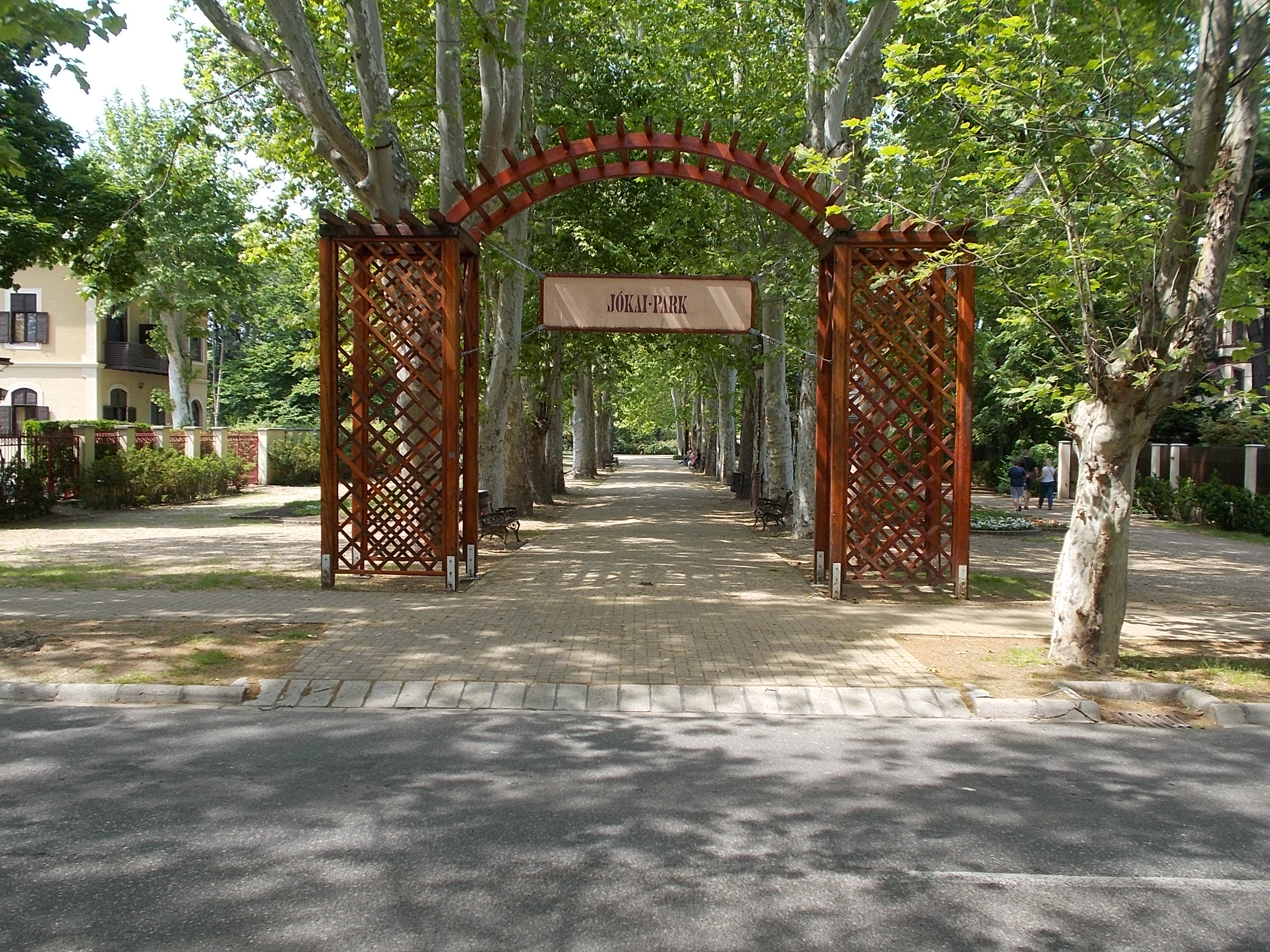
A Jókai-park
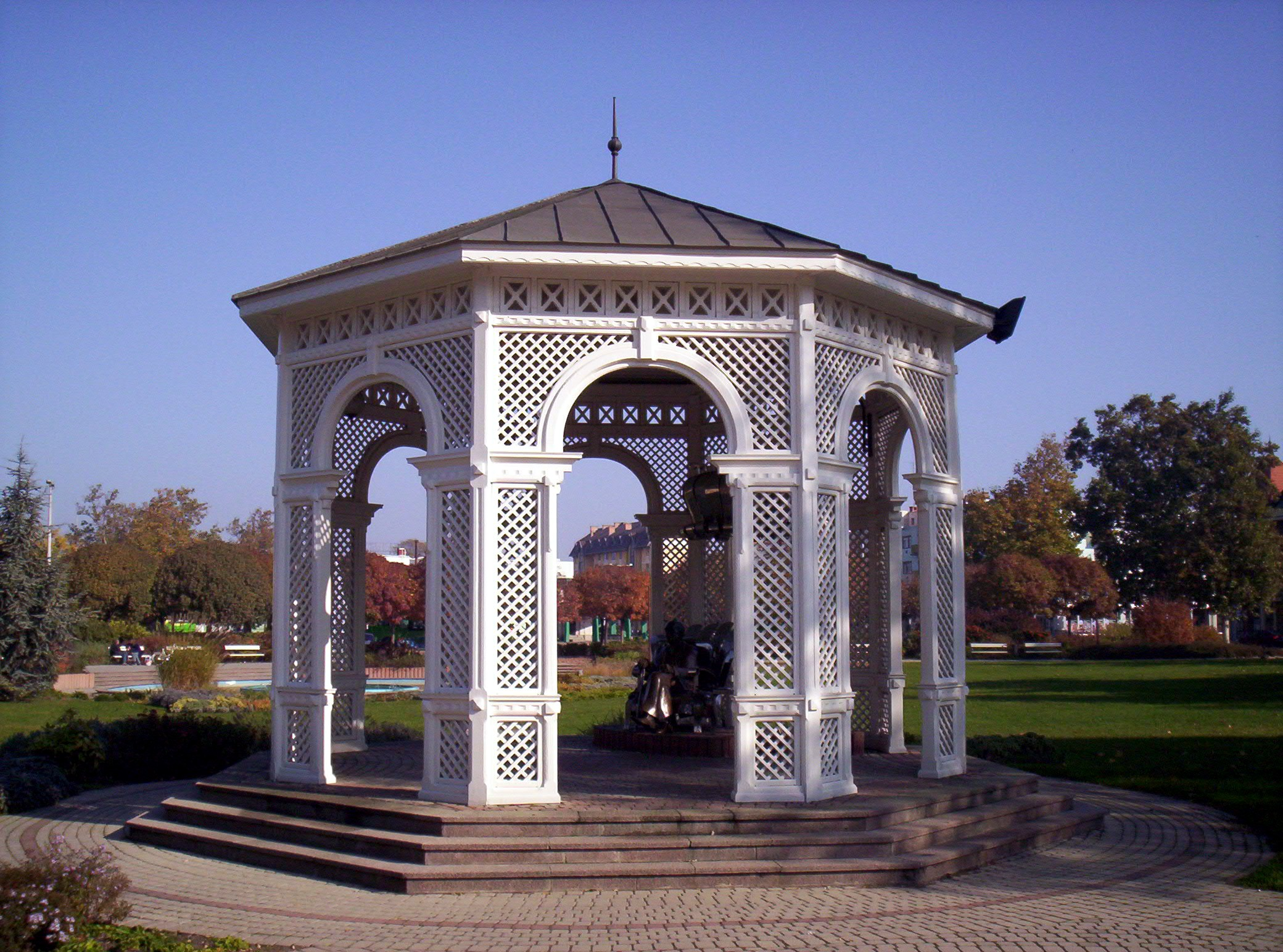
A Zenepavilon
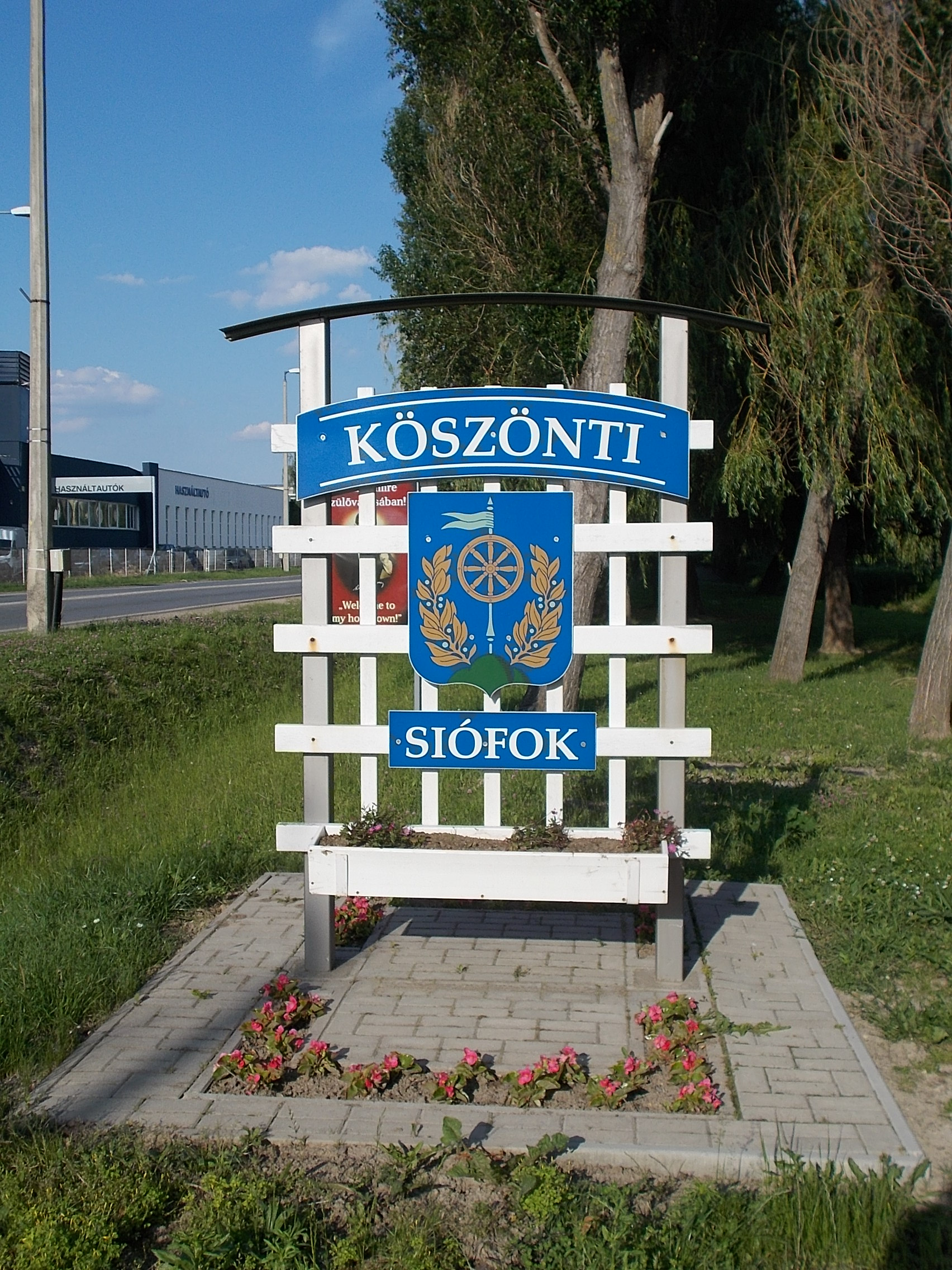
Köszöntőtábla Siófok határában
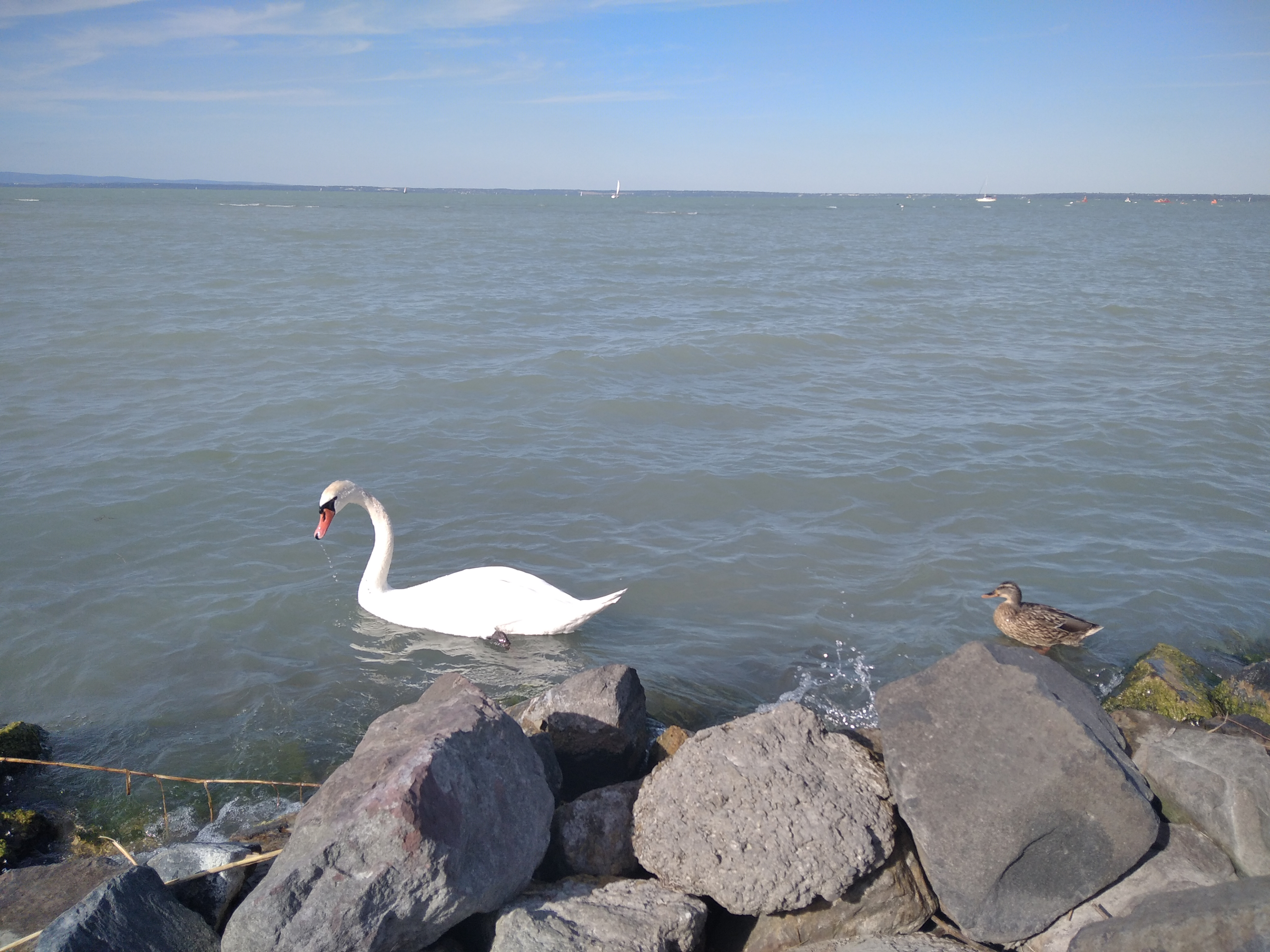
Hattyúk és vadkacsák a siófoki-öbölben